# BDSM

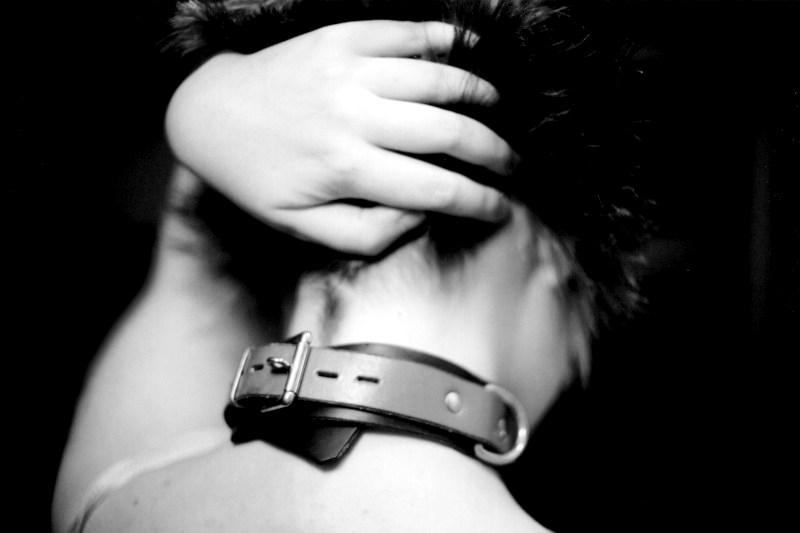
El collar D/s: símbolo de sumisión y entrega en la subcultura BDSM

BDSM es un anglicismo creado para abarcar un grupo de prácticas a menudo eróticas libremente consensuadas que, en algunos casos, son consideradas como un estilo de vida. Se trata de una sigla que combina las letras iniciales de las palabras Bondage-Disciplina, Dominación-Sumisión, Sadismo-Masoquismo. Abarca, por tanto, un conjunto de seis modalidades eróticas relacionadas entre sí y vinculadas a lo que se denomina sexualidades alternativas. Dada la amplia variedad de prácticas, en algunas de las cuales pueden participar personas que no consideran que estén practicando el BDSM, a menudo se dice que la inclusión dentro de la comunidad o subcultura BDSM depende de la autoidentificación y la experiencia compartida.
El primer uso registrado de las iniciales BDSM corresponde a una discusión en la Usenet en 1991, y se interpreta como una combinación de las abreviaturas B/D (Bondage y Disciplina), D/s (Dominación y sumisión), y S/M (Sadismo y Masoquismo). BDSM se usa ahora como una frase que abarca todo el amplio rango de actividades, formas de relaciones interpersonales y subculturas distintas. Las comunidades BDSM están generalmente abiertas a cualquier persona de disposición no normativa que se identifique con la comunidad, lo que puede incluir transformistas, entusiastas de las modificaciones corporales, aficionados al juego de roles de animales, aficionados al fetichismo de látex y otros.
A veces, en el habla cotidiana, se utilizan las expresiones «sado» o «sadomasoquismo» para referirse al BDSM. El uso de ambos términos es ambiguo e incorrecto, en parte por tratarse de palabras creadas por la psiquiatría para definir patologías mentales, tomadas de manera arbitraria de obras literarias, y también porque las prácticas abarcadas por el BDSM son variadas y admiten gran cantidad de manifestaciones diferentes, muchas de las cuales no implican el placer relacionado con el dolor que es característico del sadismo y el masoquismo.
Como práctica erótica el BDSM se apoya siempre en el consenso libre, pleno, informado y actual de los participantes y se distingue radicalmente del sadismo criminal. Las actividades y relaciones en el BDSM suelen caracterizarse por la asunción por parte de los participantes de roles que son complementarios e implican desigualdad en términos de poder; por lo tanto, la idea del consentimiento informado de ambos miembros de la pareja es esencial. Los términos sumiso/a y amo/a se utilizan a menudo para distinguir estos roles: la pareja dominante (en inglés, abreviado como «dom», a veces traducido como amo o ama) asume el control psicológico sobre la sumisa (en inglés, abreviado como «sub»). También se utilizan los términos del inglés top (aproximadamente traducible como «superior» o «activo/a») y bottom (aproximadamente traducible como «inferior» o «pasivo/a»); el o la top es quien instiga una acción, mientras que el o la bottom es el receptor de la misma. Los dos grupos de términos son sutilmente diferentes: por ejemplo, alguien puede elegir actuar como bottom de otra persona, por ejemplo, recibiendo azotes, de forma puramente recreativa, sin que exista implicación alguna de estar siendo dominado/a psicológicamente, y a los sumisos se les puede ordenar que den masajes a sus parejas dominantes. Si bien el o la bottom lleva a cabo la acción y el o la top la recibe, no necesariamente han intercambiado los roles.

## Conceptos
BDSM es un término creado en 1990 para abarcar un grupo de prácticas y fantasías generalmente eróticas. Se trata de una sigla formada con la combinación de las iniciales de los siguientes pares de palabras: Bondage y Disciplina; Dominación y Sumisión; Sadismo y Masoquismo. Los términos para los diferentes roles varían ampliamente entre las subculturas y en diferentes países, aunque el origen angloparlante de los términos y su uso extensivo en publicaciones tanto académicas como no académicas es particularmente influyente. Por ejemplo, los términos en inglés top (activo/a) y dominante se usan ampliamente para referirse a la persona o personas en la relación o actividad que son, respectivamente, participantes activos/as físicamente o en control. A su vez, los términos bottom (pasivo/a) y sumisa/o se usan ampliamente para la(s) persona(s) en la relación o actividad que son, respectivamente, los participantes receptivos físicamente o bajo control. La interacción entre activos y pasivos—donde el control físico o mental del pasivo/a es cedido a al activo/a—es conocido a veces como «intercambio de poder», sea en el contexto de un encuentro o de una relación.
Las actividades o acciones BDSM pueden a menudo tener lugar durante un periodo específico de tiempo acordado por las personas involucradas, y que es llamado «play» (lit. «juego»), «escena» o «sesión». Los participantes por lo general obtienen placer de esto, incluso si muchas de las prácticas—tales como infligir dolor o humillación o estar atado—serían desagradables o aversivas bajo otras circunstancias. Si bien es posible que haya actividad sexual explícita (p. ej., penetración) durante una sesión o juego, esto no es esencial. Dependiendo del país o región, y por razones legales, interacciones sexuales explícitas de este tipo solo son vistas de manera infrecuente en espacios públicos de juego (como clubes) y pueden a veces estar prohibidos en las reglas de una fiesta o un espacio de juegos. Así pues, los parámetros de lo que está permitido pueden variar ampliamente.

### Bondage y disciplina
«Bondage» es un término del inglés que tiene dos significados relacionados pero independientes. En primer lugar, el significado tradicional de la palabra es el de «servidumbre», «esclavitud» o «cautiverio», significado que proviene del inglés medio, y de raíces francesas y latinas. En este sentido, bondage también se refiere al estado de verse atado o sujeto a alguna forma de control externo («estar en "bondage"»). A partir de la década de 1960, sin embargo, el término se empezó a usar para referirse al estado o práctica de estar restringido físicamente, por ejemplo, ser atado, encadenado o esposado, para obtener gratificación sexual.
En su primer sentido, el término se refiere a la sujeción que implican ciertos vínculos, que se establecen en ciertas relaciones de subordinación. Históricamente, en siglos anteriores, fue un término utilizado para referirse al lazo vincular restrictivo que unía a amos y esclavos, o a señores feudales y vasallos. El término «bondage» también suele ser asociado a las ataduras con sogas u otros elementos de restricción, que se utilizan muchas veces en el BDSM, pero lingüísticamente la palabra «atadura» no proviene del término inglés bond, sino del término inglés bind. Las prácticas eróticas relacionadas con el bondage entonces, son propiamente las que establecen roles de poder asimétricos, como amo-sumiso, patrón-criado, jefe-empleado, maestro-alumno, policía-detenido, dueño-mascota, etc. En la práctica también se relaciona esta expresión con las ataduras y restricciones con fines eróticos.
En la subcultura BDSM, el bondage se refiere específicamente a la práctica de atar, amarrar o inmovilizar consensuadamente a una pareja con fines eróticos, estéticos o de estimulación somatosensorial. Una pareja puede ser restringida físicamente de varias maneras, incluyendo el uso de cuerdas, esposas, cinta de bondage o vendas autoadhesivas. Si bien la sexualidad y el erotismo son un aspecto importante en el bondage, a menudo no son el fin en sí mismo, y la estética desempeña también un papel importante.
«Disciplina» es un término que hace referencia a prácticas eróticas relacionadas con reglas, castigos, adiestramiento, protocolos de comportamiento y posturas, según las circunstancias, etc. Históricamente está estrechamente relacionada con la erotización de la tradicional disciplina inglesa de la época victoriana, aplicada generalizadamente entonces sobre niñas y niños en la escuela y la vida familiar, incluyendo prácticas como el spanking (golpes a mano abierta en las nalgas), el caning (golpes con varas), la humillación, etc.

### Dominación y sumisión
La dominación y la sumisión son prácticas complementarias de intercambios de poder: una o más personas dominan a una o más personas que se someten. Suelen ser referidas en conjunto como D/s, con mayúscula la D y minúscula la s, para denotar la naturaleza jerárquica de la relación.
«Dominación» es un término utilizado para referirse a las prácticas eróticas en las que una persona adopta un rol dominante para actuar de acuerdo a su voluntad y su deseo sobre otra u otras personas que adoptan un rol sumiso. La persona en el rol dominante manda y dispone. Se trata siempre de una dominación sujeta constantemente al consenso y los límites establecidos por la persona que acepta ser dominada. El BDSM rechaza toda práctica de dominación, por mínima que sea, que no cuente con el consenso real, pleno, informado y constantemente actualizado de la persona que ocupa el rol sumiso. El consenso pleno en una cualquier relación erótica o sexual, exige como requisito previo que no exista una relación de sometimiento u obediencia real entre las personas involucradas, incluyendo aquellas culturalmente establecidas, como las relaciones de género, laborales, familiares o militares.
Cuando el rol dominante lo ocupa una mujer y el rol sumiso un varón, la práctica suele denominarse femdom o dominación femenina. La persona que ocupa el rol dominante suele recibir el apelativo de Amo, Ama, Dom, Señor, Señora, Mistress, Máster, Diosa, Reina, etc, siempre en mayúsculas.
«Sumisión» es un término utilizado para referirse a las prácticas eróticas en las que una persona adopta un rol sumiso en el que queda bajo la voluntad de otra u otras personas que adoptan un rol dominante. Es la situación complementaria de la dominación, por ello suele hablarse de relaciones D/s. La persona en el rol sumiso obedece o deja que se actúe sobre su cuerpo. Se trata siempre de una situación de sumisión voluntaria y orientada al disfrute erótico, estrictamente dentro del marco de los límites establecidos por la persona que adopta el rol sumiso, quien puede interrumpir la situación en cualquier instante. La persona que ocupa el rol sumiso suele recibir el apelativo de esclavo, esclava, sumiso, sumisa, sub, etc, siempre en minúsculas.
Según las preferencias personales, las personas que las practican D/s pueden ocupar permanentemente el rol dominante o el rol sumiso, o pueden alternar los roles, en una misma sesión, o en sesiones diferentes o con personas diferentes. En este último caso reciben el nombre de switch o versátil.

### Sadismo y masoquismo
«Sadismo» es un término que en este contexto se utiliza para referirse a prácticas eróticas en las que una persona obtiene placer causando dolor, humillación o incomodidad a otra persona que acepta esa situación. Se trata siempre de prácticas voluntarias basadas en la confianza, que no pueden ir más allá de los límites establecidos por la persona que recibe el dolor, la humillación o la incomodidad, y que pueden ser detenidas en cualquier momento. La persona que adopta el rol sádico, cuida en todo momento la situación de la persona que recibe el dolor, la humillación o la incomodidad, a fin de evitar cualquier daño. Se trata de una práctica erótica que no tiene ninguna similitud con el sadismo criminal.
«Masoquismo» es un término que en este contexto se utiliza para referirse a prácticas eróticas en las que una persona obtiene placer experimentando dolor, humillación o incomodidad, generalmente a manos de otra persona que acepta esa situación. Se trata siempre de prácticas voluntarias que no pueden ir más allá de los límites establecidos por la persona que recibe el dolor, la humillación o la incomodidad, y que pueden ser detenidas en cualquier momento.
Aunque los roles del sadismo y el masoquismo no son necesariamente complementarios, porque no se presuponen, es habitual vincularlos como un par, utilizando la expresión "sadomasoquismo" y la signa "S/M".

### Recapitulación
Muchas actividades enmarcadas en el BDSM tienen como elemento común una situación de traspaso de poder con finalidad erótica, siempre voluntario, conocido en inglés con la expresión Erotic Power Exchange (EPE o Intercambio Erótico de Poder).
Algunas de las prácticas que engloba el término, como la humillación erótica, el dolor, la sumisión y otras, no podrían entenderse al margen de su implicación con una forma específica de placer mutuo, sin la cual, las citadas prácticas se asociarían con sensaciones desagradables. Durante una sesión (el tiempo en que se practica ese intercambio de poder) los participantes acuerdan determinadas reglas para garantizar que las prácticas se realicen en un entorno de consenso y libre voluntad (conocido con las siglas SSC o sensato, seguro y consensuado). Se puede practicar en algunos clubes o bares, generalmente ubicados en las grandes ciudades, especializados en la temática BDSM, aunque lo más normal es jugar mezclando esta práctica con otros juegos eróticos o sexuales más convencionales en un entorno de pareja.
El fetichismo no está incluido dentro de las prácticas y gustos eróticos abarcados por la sigla BDSM. Sin embargo es muy usual que muchas prácticas fetichistas se inserten naturalmente en las prácticas BDSM, como sucede con la ropa de cuero (movimiento leather), ciertos juegos de rol sexuales, en los que cada parte asume uno de los papeles, tales como los de maestro/a-alumno/a, doctor(a)-paciente, niñero/a-bebé (age play), juegos de entrenamiento de mascota y otros, etc. El BDSM también se relaciona con prácticas eróticas o culturas cercanas como la subcultura gótica y el vampirismo.

## Historia

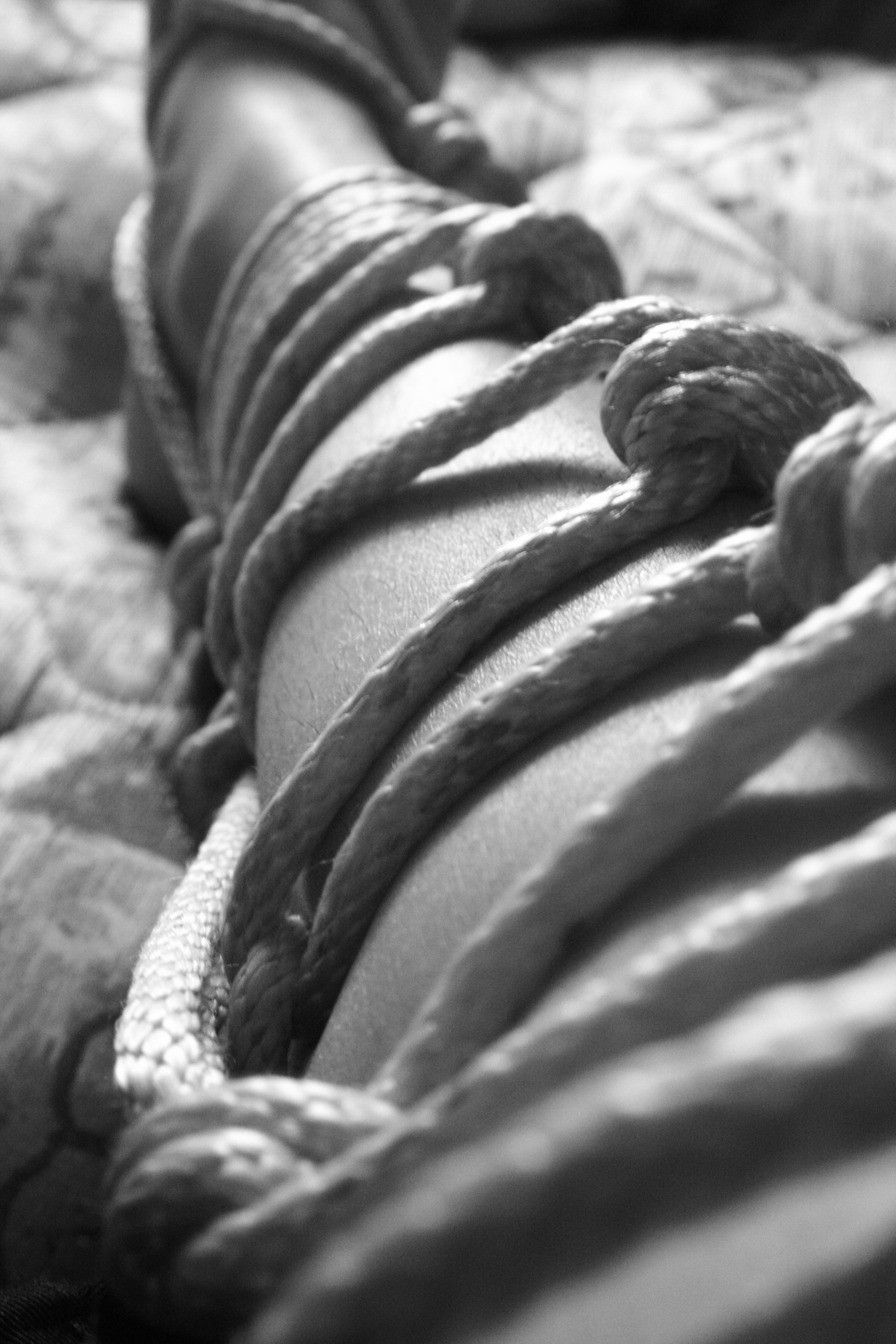
Bondage

El término BDSM apareció por primera vez en abril de 1991, en torno al foro de noticias por Internet denominado alt.sex, como la yuxtaposición de dos abreviaturas contrapuestas, BD (bondage y dominación) y SM (sadomasoquismo), que en realidad se habían creado, precisamente, para distinguir el sadomasoquismo (que gozaba de una conocida mala imagen) de las "otras" aficiones. Paradójicamente, desde el momento en que se trata de unificar ambas corrientes es cuando la subcultura que las engloba empieza un desarrollo vertiginoso. Dado que BDSM es una palabra que abarca términos muy dispares, no es fácil dotarla de una historia más allá del comienzo de su uso como acrónimo, al margen del que corresponda a cada uno de sus componentes.
Como elemento globalizador, el BDSM tiene escasas décadas de vida y se inicia cuando diversas asociaciones de activistas homosexuales S/M de EE. UU. e Inglaterra tratan de crear un mismo espacio subcultural para actividades hasta ese momento bien distintas, como la dominación, el bondage, el fetichismo o el sadomasoquismo. Es la época de la Old Guard, a mediados de la década de 1970, y su libro de cabecera es Leatherman's handbook. Durante este periodo, el movimiento conserva su vinculación con el mundo homosexual masculino, sin abrirse a los espacios de hetero- u homosexualidad femenina y rechazando la idea de admitir entre sus filas a activistas ambivalentes o switch, es decir, aquellos que se confesaban cómodos en ambos roles. También rechazaban frontalmente la admisión de quienes quiera que considerasen las relaciones B/D y S/M como solo juego.
No fue hasta principios de la década de 1980 cuando el movimiento BDSM comenzó a englobar también a la cultura heterosexual y lésbica, siendo promotores de ese sustancial cambio grupos como el colectivo lésbico Samois y otros.
A principios de la década de 1990, empezó lo que hoy se conoce como el periodo de la New Guard (Guardia joven o nueva), que se caracteriza por la decidida apertura hacia el mundo heterosexual y de la homosexualidad femenina, la aceptación del fenómeno switch, la inclusión de elementos de sensibilidad interior (dominación psicológica, relaciones D/S sin inclusión de rasgos sadomasoquistas, etc.), la aceptación de quienes practicaban el sólo juego, y la participación activa de la mujer heterosexual en el asociacionismo BDSM.
Robert Bienvenu, reputado conocedor de la temática y catedrático de sociología en la universidad de Indiana, Estados Unidos, expone una visión alternativa de la historia del BDSM, que él asienta sobre tres pilares: el fetichismo europeo de finales de los años 20, el estadounidense (desde 1934), y el movimiento leather a partir de los años 50.

## Principios y componentes básicos

### SSC y RACSA
La comunidad internacional vinculada al BDSM viene poniendo especial énfasis en que las prácticas sean SSC, es decir, Safe, Sane and Consensual (seguro, sano y consensuado), término acuñado en 1983 por David Stein. Su ideólogo lo definió del siguiente modo:
Las relaciones BDSM deben seguir un modo seguro, sano y consensuado respecto a sus prácticas:
(Algunos lo mal traducen como Seguro, Sensato y Consensuado. Pero en el habla inglesa no hay manera alguna de que "Sane" se traduzca como "sensato" en este contexto, se habla de "sano mentalmente" y al seguir esta regla, por ende ya es sensato. La traducción más literal sería "cuerdo").
- Seguras, en cuanto al conocimiento necesario sobre su desarrollo y sobre el material usado, así como sobre la prevención de riesgos.
- Sano, en cuanto a la capacidad razonable de decisión por parte de los actores, no alterada por drogas o bebidas alcohólicas y acorde con la experiencia de cada participante, sabiendo diferenciar fantasía y realidad.
- Consensuadas, en cuanto a que los participantes estén de acuerdo sobre la forma e intensidad con la que se realicen, e igualmente que dicho acuerdo pueda rescindirse en cualquier momento.[24]

Sin embargo, lo que en su inicio fue una definición creada para deslindar el campo del sadomasoquismo consensuado de los malos tratos (sobre el que la sociedad estadounidense mantenía una severa prevención), fue desarrollando en algunos pequeños grupos modelos de intransigencia muy alejados del propósito inicial y de la metodología de sus creadores. Esto llevó al propio David Stein a distanciarse del abuso que algunas personas hacían de su eslogan.
Desde los años noventa surge un nuevo concepto, el Rack, que reúne en torno a su definición un elevado número de activistas. Rack es el acrónimo de Risk Aware Consensual Kink, que viene siendo traducido en la comunidad hispanoparlante como riesgo asumido y consensuado para prácticas de sexualidad alternativa (o no convencional): racsa. El racsa pone los acentos en la responsabilidad propia de los participantes en una actividad BDSM, responsabilidad informada y consensuada para evaluar y asumir los riesgos de dicha actividad. Más que una diferencia semántica o de concepto, los partidarios del racsa tratan de modernizar una definición (la del SSC) que se concibió fundamentalmente para trazar una línea divisoria con los malos tratos o la violencia de género, pero que sus mismos impulsores han tenido que reconocer, una y otra vez, que su propósito original estaba siendo defraudado y prostituido por el uso intolerante, extremista y poco inteligente por parte de algunos grupos marginales dentro de la comunidad BDSM.
La mayor parte de los activistas de la escena adoptan actualmente la postura de señalar la definición SSC como adecuada para comunicarse con el mundo de la sexualidad convencional o vainilla, mientras que sostienen que el término racsa define con mayor rigor y precisión las prácticas BDSM reales.

### Palabra de seguridad
Dado que muchas de las situaciones durante una sesión contienen elementos de fantasía y rol, y que en algunos de ellos se escenificaba la «protesta» del participante sumiso, era necesario crear un sistema de comunicación que le permitiera a este dejar claro el momento en que su protesta era real y equivalía al deseo de no continuar. Y era preciso que el dominante pudiera percibir nítidamente este deseo y diferenciarlo de la escenificación del «¡no, no más!» que podía ser parte del juego sexual pactado. La solución fue la denominada «palabra de seguridad». Puede ser una palabra de rápida dicción y sonora («stop», «tango»), una que sea significativa para quien la debe recordar (por ejemplo, el nombre de una persona familiar, etc.).
La palabra-código, también así llamada, es usada por la parte sumisa para indicar de forma rápida que el grado, las circunstancias o la actividad que se está desarrollando no es de su gusto y que desea parar. La ética del BDSM prefija que en todo momento la parte dominante respetará dicha manifestación e interrumpirá la actividad.
La primera mención constatable del concepto se registra a finales de 1992 y se refiere a unas precisiones fonéticas aparecidas en el círculo de activistas alemanes S/M-Szene:

La palabra de seguridad no debe contener sonidos fonéticamente tenues, para evitar su mala audición con música ambiental. Tampoco debe contener la vocal "i", ya que esta es difícil de entender si la voz está tomada.

La palabra de seguridad es el medio a utilizar en casos de verdadera urgencia, cuando surge la necesidad de ir al baño, se recuerda que se ha dejado el grifo de la bañera abierto, la otra parte está deslizando una pluma de ganso por las plantas de los pies de la persona sumisa, sin saber que ésta tiene insoportables cosquillas en esa zona, o cuando se quiere interrumpir la sesión por otras razones.
Su uso es generalmente indiscutido, especialmente en los comienzos de una relación, pero contiene también algún riesgo, como deja claro Datenschlag:

Abandonarse demasiado a la palabra-código puede a veces perjudicar la seguridad. En el caso de juegos emocionalmente profundos, puede encontrarse la parte sometida demasiado abstraída e inmersa en sus emociones como para usarla.

Dentro de la comunidad BDSM, existen otras formas minoritarias de contemplar el empleo de la palabra de seguridad, especialmente para los practicantes del metaconsenso. Para ellos, la parte pasiva o sumisa cede voluntariamente y previo consenso la completa responsabilidad sobre el desarrollo de la sesión a la parte activa o dominante. En esos casos es la parte activa la que decide si interrumpir o no la sesión, lo que presupone (además del previo consenso) un elevado grado de confianza y conocimiento entre ambas partes. Por último, los activistas de la Old Guard rechazan el uso de la palabra de seguridad, por entender que es un límite no deseado en la entrega.

### Roles
En el BDSM se identifican dos roles: dominante y sumiso. El dominante es el que disfruta de estas prácticas manteniendo la iniciativa y el control de la acción, mientras que la parte sumisa obtiene placer al entregarse en manos del dominante, para que sea este quien le dirija.
Además, algunas personas gustan de ejercer ambos roles, dependiendo del momento o de la persona con la que actúe. En ese caso se habla de un activista switch, término inglés con el que se designa aquello capaz de conmutar o invertir una acción o un fenómeno.
Existen categorías también dentro de los distintos roles:
- Tutor: es aquella persona experimentada ya en el BDSM que inicia a otra. Puede ejercerse en cualquier rol, es decir, una persona sumisa puede ser la tutora de un Dominante. Sin embargo, lo más habitual es que un Dominante ejerza como Tutor de otro Dominante o de un sumiso.
- Maestro: Se considera Maestro a aquel Dominante que ejerce su rol de manera impecable a ojos del sumiso, que es quien le da este título si así lo considera.
- Amo: Dominante poseedor de uno o varios sumisos.
- Esclavo: sumiso que entrega los límites a su Amo/a.

### Consenso
Consensuar - Consensualmente: Se refiere a la voluntariedad y mutuo acuerdo en relaciones BDSM.

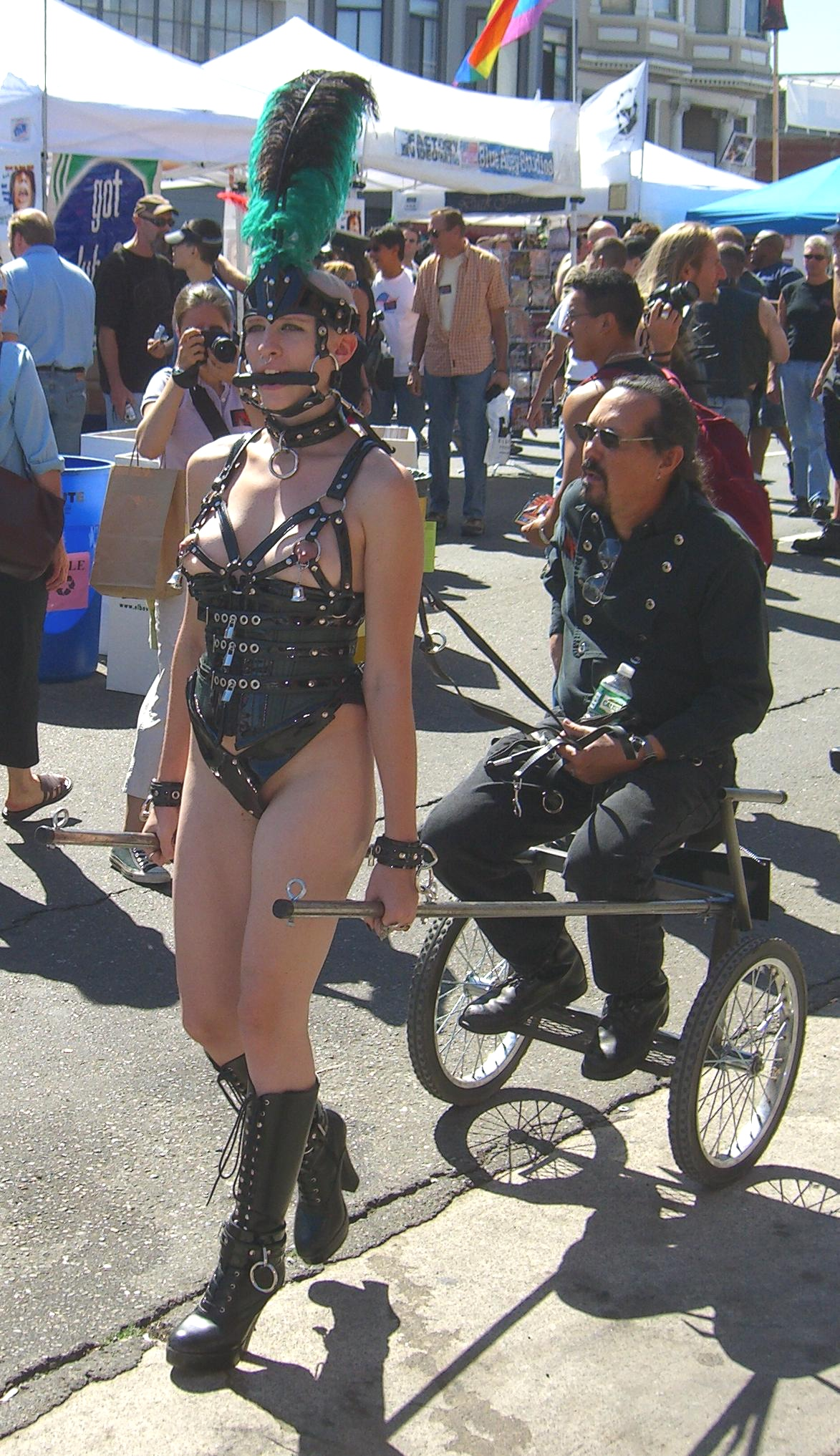

El consenso que se establece en todas las relaciones BDSM es precisamente lo que le dota de un contenido específico, distanciándolo de cualquier situación de violencia no-pactada, como los malos tratos, la violencia de género, etc. Al igual que el consenso sexual, permite distinguir con claridad cuando dos personas están haciendo el amor y cuando, al faltar este, se produce una violación, de igual manera comparar una sesión BDSM (pese a la apariencia de violencia verbal o física) con una situación de malos tratos, sería como pretender comparar la noche de amor de una pareja con la infamia de una violación.
Esta forma de consenso puede revestir múltiples formas. Por ejemplo, mediante la escenificación de una negociación previa a la sesión, en la que se establece el cómo, el cuándo y el grado de las actividades a realizar, la palabra de seguridad a emplear, etc. Pero también puede adoptar la forma de acuerdo menos elaborado, cuando existe amplia confianza por ambas partes. En todo caso, su existencia es siempre básica para que la actividad a desarrollar esté encuadrada en lo que se denomina BDSM. Asimismo existen fórmulas de consenso global, especialmente en parejas que se conocen o se relacionan habitualmente. En estos casos, no siempre se da una negociación previa antes de cada sesión, sino que a menudo se establecen pactos más abiertos y a más largo plazo.

### Metaconsenso
El metaconsenso es una forma evolucionada de consenso, propia de algunas relaciones BDSM muy avanzadas en el mutuo conocimiento y donde se producen situaciones de profunda confianza entre la parte sumisa y su dominante, además de suponer una amplia experiencia por parte de esta última.
En dichas relaciones, la parte sumisa manifiesta explícitamente que no desea asumir la responsabilidad de interrumpir la sesión en el caso de sentir que ésta supera sus límites o su capacidad, sino que desea que sea la parte dominante quien tome esa responsabilidad y decida en todo momento al respecto. Esto implica, por ejemplo, que la parte sumisa asume de forma responsable, consensuada y sensata su deseo de que, en caso de rogar dar por finalizada una actividad concreta (o la sesión en su conjunto), sea la dominante quien decida aceptar o no esa petición. El metaconsenso se practicaba de forma muy generalizada en los inicios históricos del BDSM, la época denominada de la Old Guard, aunque era más conocido en los círculos anglosajones con la denominación, algo confusa, de no-consenso consensuado (consensual non-consensuality).
A raíz de popularizarse en la comunidad el concepto SSC, el metaconsenso pasó a estar más en desuso y no volvió a vivir un relativo relanzamiento hasta la década de los 90, aunque su práctica continúa siendo minoritaria en la comunidad BDSM. Ofrece la "ventaja", para la parte sumisa, de no tener que preocuparse por el desarrollo de la sesión, ya que será la misma dominante la que la interrumpa, si cree que está siendo demasiada intensa, sin necesidad de esperar que aquella lo manifieste. Esto es especialmente importante en los casos en donde la parte sumisa se encuentra en un estado cercano al éxtasis, el llamado sub-space, que puede sobrevenir durante una sesión. Pese a ello, muchas de las personas incorporadas al BDSM tras el periodo de la Old Guard opinan que el metaconsenso es una práctica que arrastra importantes riesgos y la consideran, por tanto, en los límites de la comunidad.

## Diversidad
Algo que sorprende al estudiar la evolución del BDSM es su diversidad. Aunque históricamente sus raíces surgen del movimiento sadomasoquista, cuando se desarrolla verdaderamente como aglutinador, a partir de 1992, lo hace agrupando una amplia diversidad de prácticas, aficiones e identidades sexuales, hasta el punto de que esa misma diversidad le confiere uno de sus aspectos más sobresalientes. 

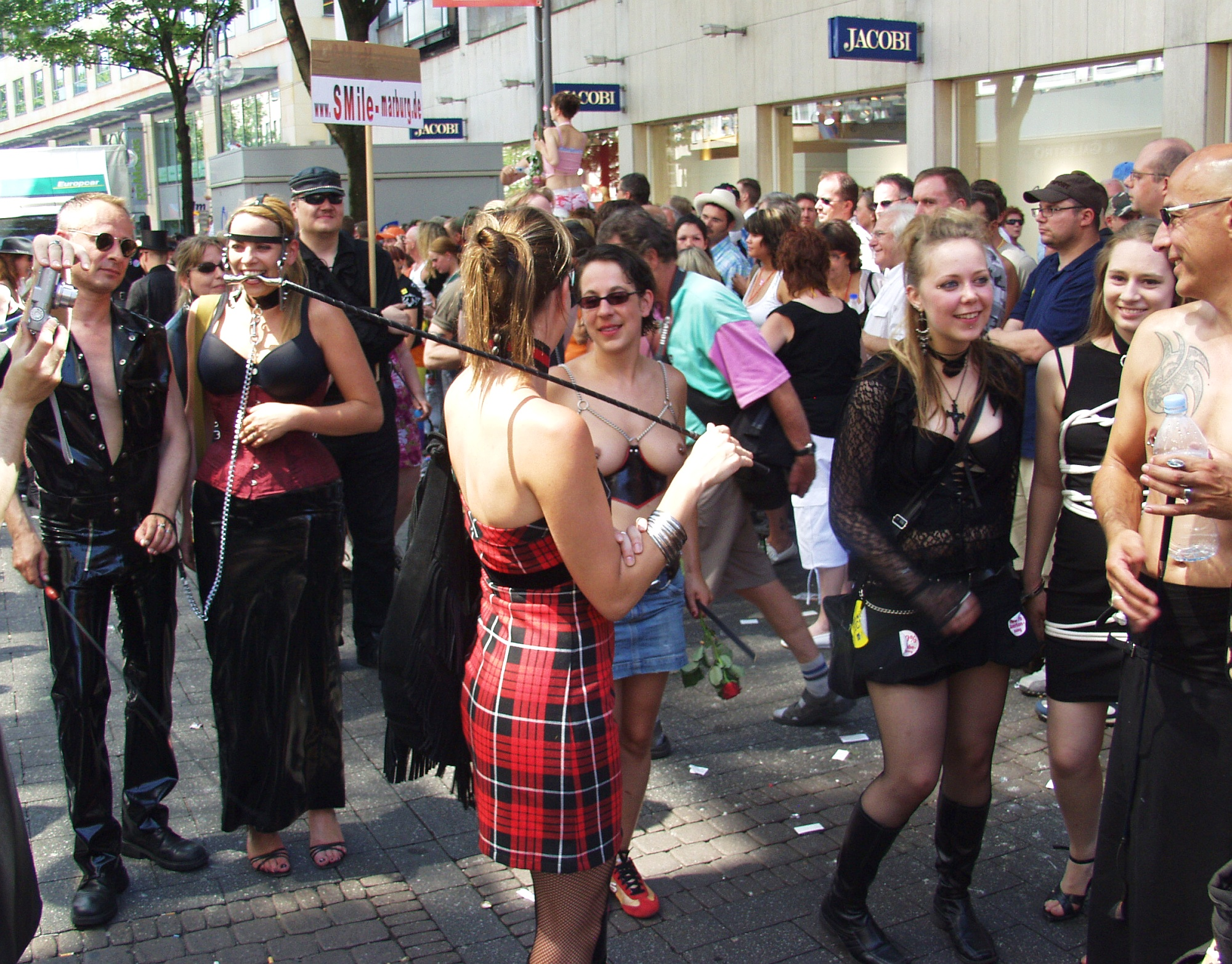
Desfile BDSM en Colonia (Alemania), año 2006.

Actualmente, el BDSM aglutina como subcultura a individuos estrictamente heterosexuales, a homosexuales de ambos sexos y a bisexuales. A cristianos practicantes y militantes, a agnósticos y a personas relacionadas con otras religiones o misticismos. En cuanto a las prácticas, van desde la mujer que le gusta usar zapatos de tacón de aguja como elemento fetichista, constituyendo esto su única aportación no-convencional, hasta el masoquista de alto grado que vincula dolor y placer.
Todos ellos comparten una cierta estética y un elemento común: el consenso y la tolerancia adulta, bajo el lema: “Tu gusto no es el mío, pero me gusta que lo puedas practicar”. Solamente en la periferia del BDSM se pueden dar algunos casos de intransigencia hacia el resto de la sociedad o hacia otros segmentos de la comunidad, pero es algo escasamente habitual en una cultura que se suele distinguir por la tolerancia hacia formas de pensamiento alternativas.

### Bondage

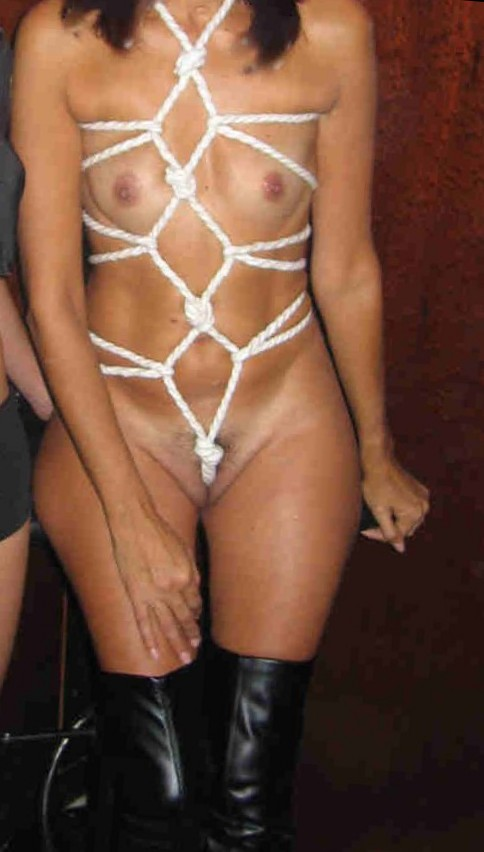
Bondage o shibari, fiesta BDSM en Madrid, 2006.

El bondage es la práctica de encordamientos o ataduras sobre el cuerpo humano, con fines estéticos o sexuales. Es un anglicismo (de to bind) que asume a su vez la tradición del shibari, palabra japonesa para el arte del encordamiento. Puede conllevar la inmovilización de la persona pasiva, o no. Asimismo, puede incluir o no la sujeción de ésta a un elemento fijo, la suspensión parcial o total, etc. Las cuerdas suelen ser de algodón o fibras artificiales, pero también pueden ser de yute, paja de arroz, esparto, mezcla, etc. También se entiende de forma extensiva como bondage las inmovilizaciones con esposas, pañuelos, cadenas, etc.
El bondage puede formar parte de una relación más amplia, o practicarse de forma exclusiva.

### Disciplina

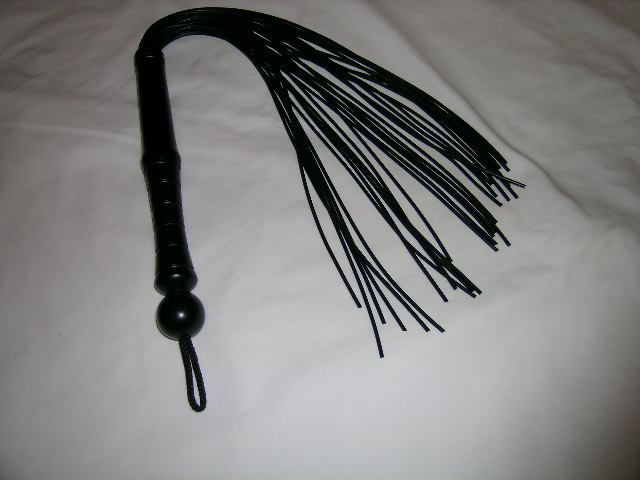
Flogger o pequeño látigo de colas, empleado en rituales de flagelación.

Disciplina es un término genérico que describe las actividades de quienes gustan, por activa o por pasiva, de la flagelación erótica, también llamada la práctica de los azotes eróticos. Consiste en el uso de la mano para azotar principalmente las nalgas de la persona pasiva (recibiendo en este caso el nombre específico de spanking) o bien usando algún instrumento, en cuyo caso se extiende la zona azotada a piernas, senos, tórax, etc., y se habla de flagelación. Los instrumentos de azote clásicos en este último tipo de práctica son los floggers o gatos de cola, la paleta, la canne o vara fina y flexible de fresno o similar, la fusta y el látigo, entre otros. Y también un sinfín de instrumentos diseñados en principio con otro propósito, como cepillos para el pelo, zapatillas, etc.

### Dominación y sumisión

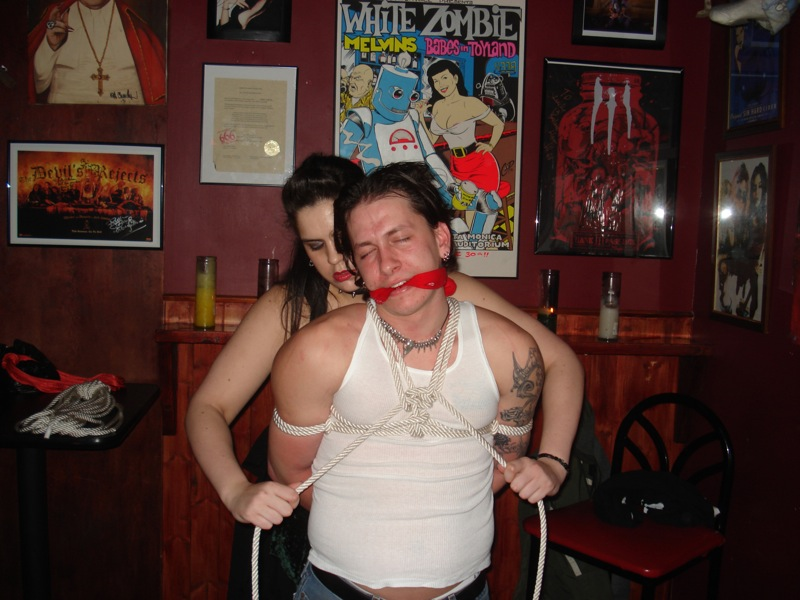
Mujer domina a un hombre sumiso

En la escena BDSM se define como relación D/s o de dominación-sumisión la integrada por una parte pasiva, que adopta el rol sumiso, y una parte activa, que hace lo propio respecto del rol dominante. En todo caso se concreta en torno a un modelo de Intercambio Erótico de Poder (EPE), basado en el consenso.
Esta práctica, al contrario que muchas otras que forman parte del BDSM, no se define con un término anglosajón, sino que se deriva del latín y así se conoce también en los países anglosajones (por su abreviatura D/s), al margen de que estos usen frecuentemente el término EPE. Algunos estudiosos en la materia pretenden ver en ello una prueba más de las raíces mediterráneas de este tipo de relaciones y su mayor auge en países del Mediterráneo, respecto a los países anglosajones, donde son más extendidas las relaciones S/M.
En la D/s se emplean las denominaciones de sumisa o sumiso, en un caso, y las de Amo - Ama, en el otro. La denominación de Dómina o Mistress (para dominantes femeninos) suele ser más usada en la llamada dominación femenina profesional, más cerca de la prostitución especializada que de las relaciones D/s. Otras denominaciones usuales, aunque no tan frecuentes, son esclavo/a, Señor/a, Tutor/a y Master/Lady. A menudo se designan con una inicial mayúscula las denominaciones del dominante, y en minúscula las de sumisas y sumisos.
Este tipo de relaciones con frecuencia asumen rituales altamente elaborados y con contenidos simbólicos complejos, que enlazan a sus practicantes de una forma mucho más intensa que en otras actividades del BDSM. A su vez, una pareja D/s no desdeña el uso de ninguna de las otras prácticas contenidas en el BDSM. Una sesión durante un ritual D/s puede ser breve e improvisada, o prolongarse durante horas, incluyendo bondage, disciplina, fetichismo, suspensiones, sexo explícito, uso del binomio placer-dolor, etc. Pero siempre como un medio más de expresión de su relación; por eso algunos la tienen como la forma más extensiva, interdependiente y sofisticada dentro del BDSM.
Determinados símbolos propios de las relaciones D/s, como el collar de sumisión y el Anillo de O, que en su origen se usaban como instrumento de mutuo reconocimiento social (al igual que los gestos masónicos en la logia), se han extendido a lo largo y ancho de la escena BDSM, perdiendo parte de su carácter diferenciador en el interior de la propia escena y pasando a convertirse poco menos que en símbolos genéricos del BDSM. En algunos casos, incluso, han trascendido los límites de la comunidad y forman parte hoy en día de algunas de las expresiones populares de moda vanguardista.

### Sadomasoquismo
El sadomasoquismo es un término genérico que define relaciones en las cuales el binomio dolor-placer tiene una gran importancia como medio de materializar relaciones de intercambio de poder. Se denomina sadismo, por otra parte, a la práctica activa que realizan las personas que sienten un placer sexual al castigar a otra.
Masoquismo sería la práctica pasiva, la de aquellas personas que experimentan un placer sexual al sufrir determinada intensidad de dolor.
Las investigaciones de cierto peso científico realizadas en las dos últimas décadas, conducen a pensar que ambas tendencias coexisten en mayor o menor grado en todo ser humano.

### Fetichismo
El fetichismo es el uso de símbolos o fetiches a los que se les asocia, por parte de quien lo practica, un valor especial, más allá de su uso cotidiano o de su valor intrínseco. Puede ser una figura religiosa que se lleva en el coche para protegerse de un accidente (fetichismo religioso), una prenda a la que se concede por quien la lleva el poder de traer buena suerte (fetichismo sociocultural) o unas medias enmarcando unas piernas femeninas, que despiertan en quien las contempla una fuerte motivación erótica (fetichismo sexual).
En el marco del BDSM, los fetichismos que se relacionan son aquellos de contenido sexual, y los más comunes son los relacionados con los pies, las medias, las botas, los zapatos de tacón alto de aguja, la ropa interior, los uniformes, el vello corporal -o la ausencia del mismo-, etc. Existen por tanto dos tipos de fetichismo en el BDSM: el de la persona que gusta despertar motivaciones sexuales, por ejemplo, llevando altos tacones de aguja, y el de las personas que se sienten atraídas por la exhibición del correspondiente fetiche.

### Juegos de rol
Es el tipo de práctica en la que se asumen diferentes roles sociales o de género durante una sesión BDSM. Comúnmente el juego de rol representa a través de fetiches la condición dominante y sumisa, incorporando elementos al vestuario que refuerzan la intencionalidad de control y entrega. Uno de los juegos de rol más comúnmente utilizado es el de feminización, situación en la cual la mujer dominante (Dominatriz) obliga al Dominado a vestir atuendos y maquillaje femenino.
El concepto de juego es muy usual en una parte importante de la comunidad BDSM. Se trata de personas que consideran las prácticas relacionadas con su afición como algo de contenido, forma y fondo eminentemente lúdico-sexual, escénico. En el vocabulario de estos activistas, se habla de juego, de jugar y de juegos de rol sexuales, refiriéndose generalmente a quienes toman y representan un papel dentro de una escenografía formada por un par complementario: maestro-alumna, cuidador-mascota, enfermera-paciente, amo-esclava, etc. Existen algunos que reciben una denominación específica, como los juegos de edad o Age play (los de Adulto/a o Cuidador/a y bebé, y otros) o los juegos de roles de animales. Un elemento esencial de este tipo de relación es el EPE (Erotic Power Exchange o Intercambio Erótico de Poder). Este tipo de fantasías escenifican en la práctica una situación no-igualitaria como elemento de juego sexual, pero se enmarcan en relaciones que, paradójicamente, suelen ser más igualitarias (fuera del juego) que muchas otras del resto de la sociedad.
Durante la sesión (o más bien, en este caso, durante el juego) los practicantes actúan siguiendo los modelos de comportamiento supuestos en el personaje que interpretan: si se trata de un rol cuidador-mascota, aquel utilizará el lenguaje propio de quien habla cariñosamente (o con enfado) con su mascota, mientras que quien se atribuye este último papel, imitará en parte los movimientos, comportamientos e incluso sonidos de dicha mascota. Al finalizar la sesión, la pareja recobra su relación habitual.
Muy diferente es la visión de otra parte de la comunidad BDSM respecto a los mismos elementos. En este caso, los participantes perciben igualmente que la relación tiene amplios componentes de fantasía, pero rechazan considerarlo exclusivamente como un juego escénico, sino que lo dotan de elementos profundos y de un complejo simbolismo, que trasciende el espacio-tiempo de una sesión, impregnando también otras facetas de la vida de la pareja.

## Tipos de relaciones

### EPE (Cesión erótica de poder)
(EPE)
Erotic power exchange, abreviadamente EPE o EPC para otros, significa en el seno de la comunidad BDSM «Intercambio erótico de poder», Actividades consensuadas de cesión erótica de la voluntad (o del poder). Dada la influencia cultural del ámbito anglosajón, es probable que en años venideros la definición de EPE, vaya desplazando gradualmente a la de D/s. Ambas describen la misma situación, como atestigua la E.P.E.I.C. (Erotic Power Exchange Information Center), una de las organizaciones mundiales más reconocidas dentro del BDSM, que trabaja en común con la International Maledom/femsub Guild, sociedad que ampara a los grupos BDSM con presencia en Internet:

EPC es toda relación entre adultos que de forma voluntaria incorporan los elementos de dominación (poder) en sus relaciones amorosas -y usualmente asimismo en una gran parte de sus vivencias diarias. E.P.C es más conocido como BDSM, S/M, D/s o sadomasoquismo, pero todos esos términos son demasiado limitados, incorrectos y a menudo se confunden con estereotipos y afecciones mentales, por lo que preferimos la denominación E.P.C. Esta puede tomar cualquier forma, dentro de una relación. Desde los juegos de sumisión amorosa en una pareja que hace el amor, hasta las relaciones totales 24/7, 24 horas al día, 7 días a la semana

El perfil que adopta una u otra relación dependerá enteramente de las fantasías de sus integrantes, de los pactos entre ellos, etc. En tanto sean consensuadas, informadas, sensatas, presididas por el sentido común y voluntarias, la comunidad BDSM las entenderá como D/s, o en la terminología anglosajona EPE, Erotic Power Exchange.

### BDSM y sexo
La importancia del sexo (entendido como sexo directo) en las prácticas BDSM es variada. Coexisten en la comunidad dos tipos de sensibilidades hacia la cuestión. Por un lado aquellos que opinan que el BDSM es algo que trasciende lo directamente sexual y no precisa de su concurso, y por otro quienes lo consideran una parte no ya importante, sino insustituible de la vivencia BDSM. En este caso, se puede observar con claridad una controversia norte-sur: de una parte los países anglosajones, y sus áreas de influencia, más propensos a la primera concepción, y de la otra los países y zonas del sur, más afines a la segunda.

### Polyarmonía
Las prácticas sexuales de hoy ya no se pueden explicar según las antiguas teorías, y todavía no las comprendemos a la luz de las nuevas. Corriendo por delante de la historia, nos encontramos en un nuevo territorio.
June Singer, Energías del amor, 1987.

Polyarmonía (o poliarmonía) es un concepto derivado y relacionado con el poliamor, que se define como un estado donde coexisten más de una relación íntima y simultánea, con el pleno consentimiento y conocimiento de todas las partes involucradas, enfatizando las esencias de honestidad y compromiso. Pero a diferencia de esta última, la polyarmonía pone el énfasis en el mantenimiento armónico de una relación constituida por una persona dominante, y dos o más que desarrollan el rol sumiso.
Aunque en el BDSM este tipo de relaciones no es infrecuente (especialmente en D/s y S/M), sus integrantes suelen encontrar algunas dificultades para la socialización en el seno de la comunidad. No hay estudios conocidos sobre el tema, por lo que opiniones en el sentido de que dichas dificultades responden a una visión tradicionalista de la pareja por parte del colectivo, o bien a que este reprocha a los dominantes poliarmónicos el que estos “cacen” con frecuencia en cotos ajenos, no dejan de ser meras conjeturas.

### 24/7
Algunas parejas dentro de la comunidad BDSM enmarcan su relación basándose en las estructuras de poder configuradas en el llamado Intercambio Erótico de Poder. La forma más extrema de este tipo de relación sería la denominada 24/7, donde la pareja (generalmente en los roles Amo/a-sumiso/a) extiende la escenificación de su vivencia hasta la totalidad del tiempo disponible, es decir, como si vivieran permanentemente (24 horas al día, siete días a la semana) en la situación escenificada. En estos casos se sigue hablando de roles, pero se evita cuidadosamente anteponer la palabra juego. Al mismo tiempo, se elaboran sofisticadas formas para compaginar la vida social, laboral o familiar de la pareja, con su propósito de permanecer en la relación 24/7. Este tipo de relación recibe también el nombre de TPE o Total Power Exchange, una denominación desarrollada por el conocido activista Steven S. Davis en los debates de lo que ha sido el mayor enclave intelectual para el desarrollo del BDSM mundial, el alt.sex.bondage. El TPE se diferencia de todos las demás relaciones BDSM, al rechazar los frenos y las limitaciones que estas se autoimponen, pero mantiene estrictamente el único elemento que dota de común marco a toda la comunidad BDSM: el consenso. El mismo Davis escribía:

Cosas como la palabra de seguridad, el contrato de relación, la negociación de límites y cualquier otra que reconozca, acepte o formalice límites a la capacidad de decisión del dominante, le son ajenos al TPE.

En el año 2006, el director Roland Reber estrenó una película sobre el tema titulada 24/7 - The Passion of Life.

### Servicios profesionales

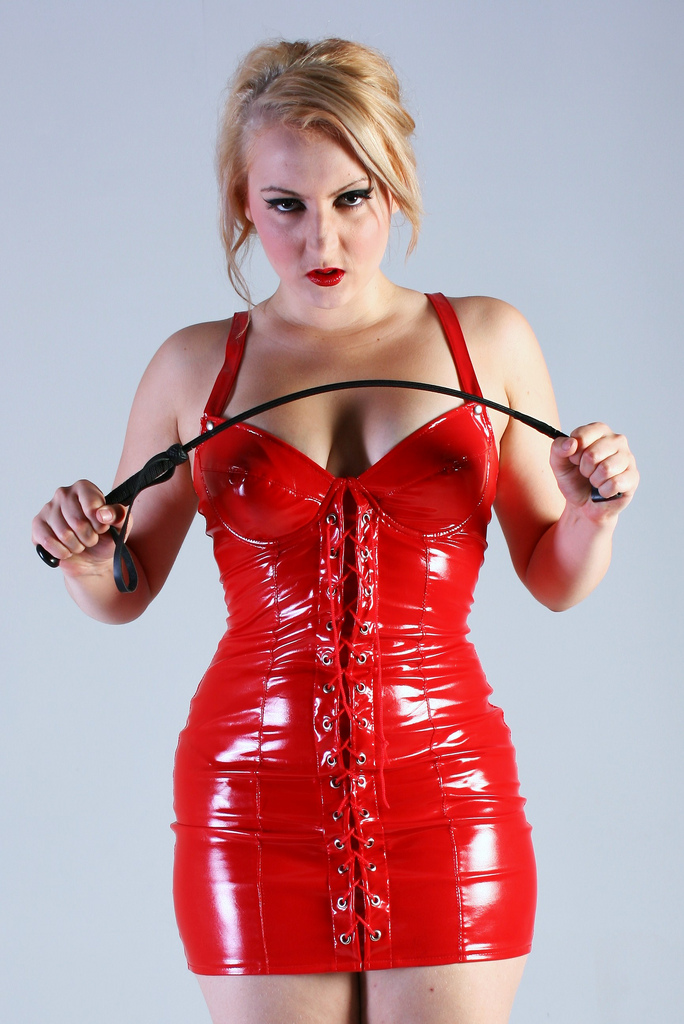
Dominatrix

En el BDSM, por su fuerte implicación con el sexo, se encuentran también una serie de ofertas de servicios contra pago, por las que una mujer (generalmente) ofrece determinado tipo de servicios relacionados con las prácticas del BDSM, en el rol de Lady, Dómina o Dominatrix (en un 95 % de los casos) o en el de sumisa (muy infrecuentemente). Mucho menos frecuente es la oferta de servicios de varones tipo "dominante" o "sumiso", y casi siempre relacionados con la homosexualidad masculina. En todos los casos anteriores se dan las premisas del trabajo sexual especializado: acuerdo previo sobre el precio y delimitación de los servicios que se ofrecen. Prácticamente nunca se incluye el sexo penetrativo hacia la profesional en ellos. En los pocos casos donde el cliente pide coito durante el servicio, generalmente otra profesional actúa como doncella  o sumisa para realizar dicho servicio. Las actividades se suelen desarrollar en los llamados estudios, con mayor o menor acondicionamiento estético-fetichista. Los no-profesionales prefieren para esos lugares la denominación de mazmorra o sala de juego.
La sensibilidad de la comunidad BDSM hacia la llamada dominación profesional es compleja. El mundo de la dominación profesional suele recibir un amplio tratamiento en los medios de difusión masivos (prensa y televisión) al hablar de BDSM. Este tratamiento es superior en grado al que representan dichas actividades en el global de la comunidad. Esto se debe, probablemente, a la mayor dificultad de contactar, entrevistar y grabar a miembros no-profesionales, en contraste con la facilidad de acceso a los profesionales. Lo descrito es una situación válida para casi todos los países europeos, incluida especialmente España. TVE emitió bajo el nombre Sexo secreto un documental sobre esa misma dominación profesional, centrada esta vez en Barcelona. Véase también el epígrafe sobre Televisión en este mismo artículo.(
En 1997 aparece a 150 km de Praga, República Checa, el Other World Kingdom, un centro de la denominada dominación femenina profesional, un lugar de pago o finca constituida alrededor de unas antiguas mansiones ducales, en las que "reina" la mujer dominante o soldado(profesional) bajo la atenta mirada de la Reina Patricia I(personaje metido en ese papel) y en la que todos los hombres son "esclavos" que pagan puntualmente sus "impuestos" a la femenina y monárquica sociedad
Películas y documentales que muestran escenificaciones del mundo de la prostitución especializada en el BDSM, además del ya citado, son, entre otros: Maîtresse, Domina - Die Last der Lust, Tokyo Decadence, Exit to Eden, Ach, Hilde, Gib's uns a bissle, Besuch bei einer Domina, Nightlife in Tokyo, Wildly Available, Fetishes. (Véase BDSM en el Cine)

### Prácticas en el BDSM
Dada la diversidad que caracteriza al BDSM, es difícil hacer una descripción de las prácticas que más frecuentemente se dan en ese tipo de relaciones. Hay que recordar que, por ejemplo, es muy posible que activistas del bondage jamás practiquen ninguna de las opciones habituales en la subcultura S/M. Quizás sea la Dominación – sumisión (D/s) la familia BDSM que mayor número de prácticas reúna, ya que en principio asume indiscriminadamente todas las de los otros grupos, si a la pareja D/s les parecen adecuadas para canalizar su relación.
De todos modos existen las llamadas "listas de prácticas" que enumeran algunas de las más comunes.
Sin olvidar las limitaciones antes mencionadas, se pueden contar entre las prácticas BDSM más comunes:
- Bondage (atamientos, ritualizados o no), incluyendo el bondage de suspensión (p. ej., shibari)
- Juegos con cera (derramada sobre el cuerpo)
- Pinzas (colocadas habitualmente en lugares estratégicos: pezones, zona inguinal, etc.)
- Sumisión ritual, haciendo actos sexuales y otros servicios según instrucción
- Humillación ritual; usar pañales o, para un varón, usar bragas y otra ropa de mujer. Exhibirse. Palabras ofensivas.
- Juegos de mobiliario humano
- Nalgadas y azotainas eróticas (incluyendo la flagelación y otras torturas eróticas)
- Sexualidad controlada y generalmente limitada
- Uso de determinadas señales (collar de sumisión)
- Juegos de roles de animales, como la dominación ecuestre (Monta y/o exhibición))
- Código de vestuario (por ejemplo, la renuncia al uso de prendas de lencería interior, de pantalones en las mujeres de rol sumiso, etc.)
- Lactancia erótica
- Prácticas de sexo extremo (fisting, lluvia dorada, etc.)

Sin embargo, muchas de las prácticas y usos sí revisten una común importancia, como el collar, las ceremonias de iniciación, los anillos, las marcas y tatuajes, la ropa y las señales de código, etc.

## Rituales y símbolos

La bandera del orgullo leather

Bandera con triskel usada por comunidades BDSM. Basada en la bandera del orgullo BDSM.

Como toda cultura con complejas y ritualizadas formas de expresión, el BDSM muestra una serie de símbolos a los que sus integrantes dan un valor más o menos esencial. Entre ellos, destacan algunos de particular incidencia en los círculos D/s, como el Anillo de O, o el collar de sumisión, y otros con un valor más genérico para el conjunto del BDSM, como el triskel o la bandera del Movimiento Leather, la denominada Leather-Pride.
El primero está basado en el triskel de origen céltico, usado por los druidas y abusado en el siglo XX por movimientos y organizaciones de ideología fascista, y no en el triskelion, de origen griego. Sin embargo, Quagmyr (su diseñador) lo aleja del triskel céltico y de las otras manifestaciones simbólicas similares, como los pertenecientes al nacionalismo bretón, al budismo o al taoísmo. El simbolismo que encierra para su creador (y que surge de la lectura de la novela Historia de O) está suavemente encadenado con el del ying y el yang.
Los tres bordes curvos representarían las subculturas B/D, D/s y S/M que dieron lugar al término genérico BDSM. El metal representa los grilletes, que simbolizan servicio y posesión, los tres círculos negros escenifican el control sobre el lado oscuro de la sexualidad BDSM, mientras que la esquemática figuración de los brazos en aspa representa al spanking erótico. El círculo externo es significativo de la unidad en torno a la protectora comunidad.
La bandera del  Leather Pride (“orgullo del cuero”) fue diseñada por el activista estadounidense Tony DeBlase en mayo de 1988, para la celebración ese año del certamen International Mr. Leather en Chicago. Cuenta con muchos adeptos entre los grupos homosexuales S/M, aunque se ha extendido como símbolo de identidad para toda la cultura BDSM. Su diseño original se encuentra en el primero de los museos de la comunidad, el Leather Archives & Museum de esa misma ciudad. El museo mantiene una sala con el nombre de su diseñador, uno de los activistas estadounidenses que más intensamente promovió el intercambio de conocimientos y experiencias en el seno de la comunidad.

### Collar

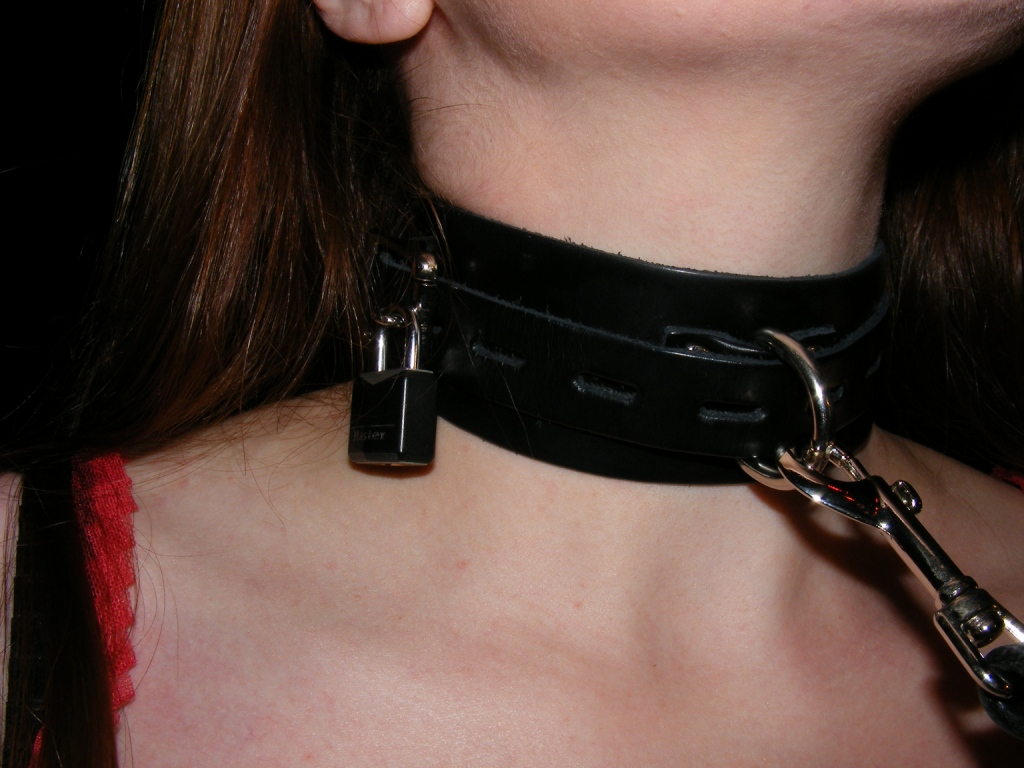
Collar de sumisión con candado

El collar en el BDSM, de cuero o metal, simboliza la entrega. Pueden ser tremendamente sofisticados, estilizados o bastos y de castigo, destinados a su uso en sesiones íntimas o para llevar en público. Suelen llevar uno o más ganchos para completarlos con un tirante-guía, que el dominante maneja o usa para inmovilizar, y pueden estar adornados con abalorios, campanillas, cascabeles, púas o incluso aplicaciones de oro y plata. Su uso simbólico se da fundamentalmente en las relaciones D/s (dominación-sumisión, es decir, las que incorporan elementos de cesión de poder o EPE).

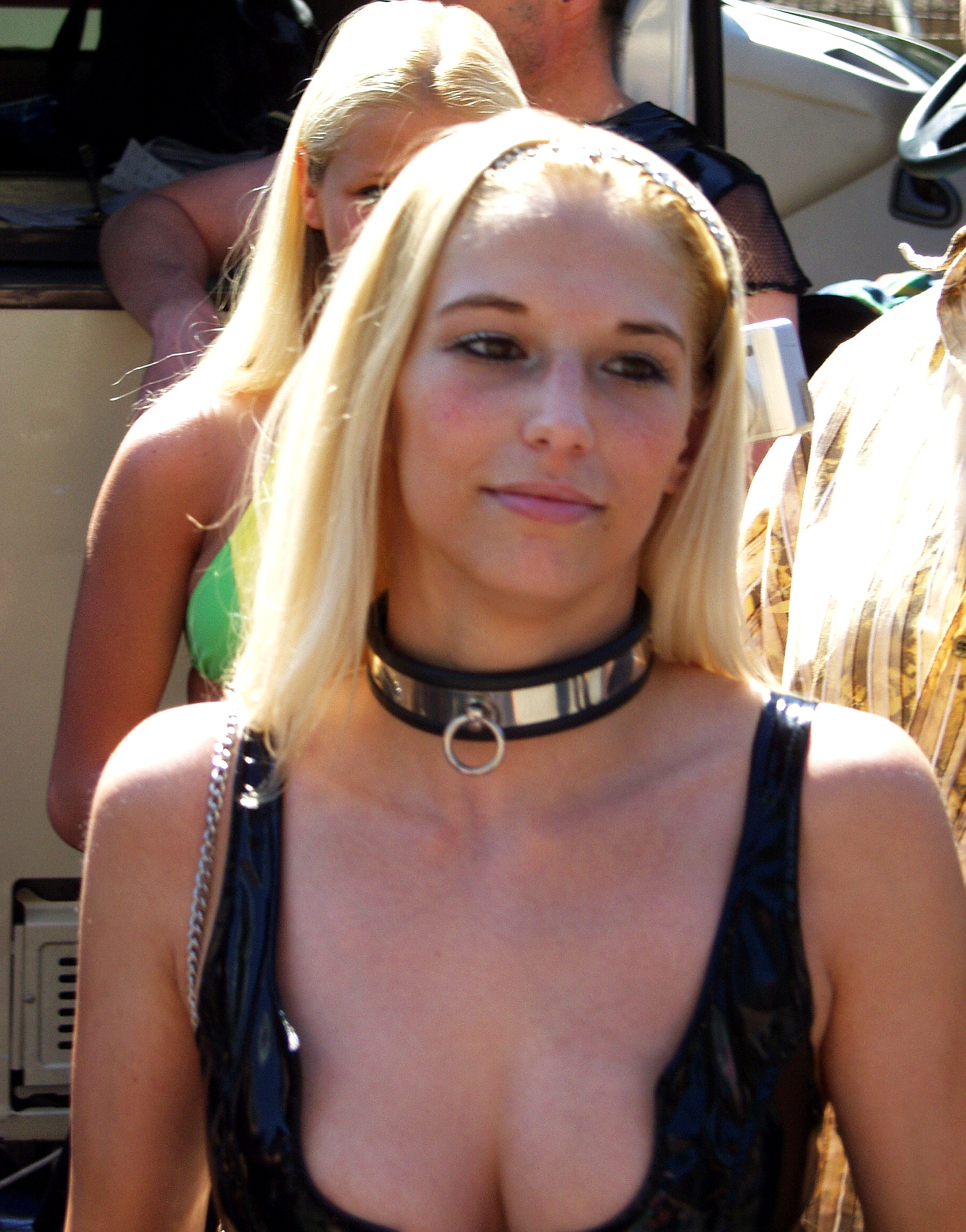
Collar de sumisión.

La importancia del collar para la comunidad BDSM, y esencialmente para los practicantes de D/s, se puede medir en las declaraciones de una mujer sumisa, firmante como cinnamon^, que escribe lo siguiente:

El collar no es un elemento de juego, no es un accesorio que señala el estatus. Es un acuerdo serio, si así lo quieres, entre dos partes envueltas en amor y devoción la una para la otra: el/la sumiso/a debe tomarse su tiempo, porque al colocarse un collar, entrega su corazón, su cuerpo, su mente, su alma, se entrega enteramente a otra persona. Al ofrecer un collar, un Master se compromete a cuidar, proteger y aceptar la sumisión entregada en todas sus formas, apreciando el regalo que recibe, sin abusar nunca de él. Un collar envuelve corazón y alma de ambos, Amo y sumiso/a.

Sin embargo, a partir de la década de 2000 y paralelamente al uso de collares de este tipo como elemento de moda entre los jóvenes, se advierte un empleo menos ritualizado pero no por ello menos simbólico. Diseñadores como Joop, Gucci o Vivienne Westwood lo utilizan ya hace tiempo en sus creaciones. Sinnead O'Connor, Jennifer Aniston, Madonna y Britney Spears los portan con toda naturalidad. Por ello, quizás, muchas personas dentro de la comunidad BDSM portan un collar D/s en fiestas, eventos, etc., no ya como muestra de una relación de sumisión existente, sino como prueba de su estatus de sumiso/a. Igual ocurre con las personas sadomasoquistas, que ni buscan ni desean una relación BDSM, incluso con la mujer dominante, que puede portarlo como símbolo de identidad genérico. En la D/s, sigue siendo un elemento de simbólica trascendencia, y su entrega y aceptación suele ir unida a ceremonias y rituales específicos.

### Ceremonias de iniciación
Las ceremonias de iniciación suelen darse, casi en exclusiva, entre la subcultura D/s y son prácticamente desconocidas en el resto del BDSM. Al margen de escenificaciones de juego, suelen ser más propias de aquella parte del D/s que se identifica con los conceptos del TPE o Total Power Exchange (Intercambio Total de Poder), más conocidas como relaciones 24/7.
En la D/s, la ceremonia iniciática cumple un doble objetivo y se forma en torno a un doble origen: aquellas personas que nunca anteriormente habían sostenido una relación D/s (Rito Iniciático) y aquellas que, teniendo experiencias anteriores, entran en una nueva relación (Rito Inicial). En cuanto al doble objetivo, se trata por parte de sus practicantes de enlazar con el sentimiento del TPE al mismo tiempo que de dotar de un sentido trascendente, suprasexual y filosófico a la relación. Muchos de los rituales se basan en las triangulaciones típicas de las sociedades secretas medievales y de la masonería, y en algún caso se incorporan elementos de la fantasía literaria contemporánea (Crónicas de Gor o Historia de O).

### Ropa y señales de código
Por ropa de código suele entenderse en la escena BDSM aquella con la que a la mayor parte de sus activistas les gusta identificarse. En determinadas fiestas y reuniones puede pedirse a los asistentes que vengan vestidos de esa manera (código estricto), aconsejarse el vestuario de código o indicarse que la asistencia no obliga al código (código libre).
El tipo de ropa suele estar basado, para ellas, en el látex, el cuero y el vinilo, como elementos básicos, y suele incluir a menudo elementos de connotaciones abiertamente fetichistas: corsé, medias de rejilla y ligueros, botas o zapatos de tacón alto, bustiers, etc. Adornos, como collares y medallones, no son infrecuentes. Para ellos, suele diferenciarse mucho si se trata de la escena heterosexual o de la escena homo-S/M. En el primer caso, pantalones y camisas negras u obscuras, pudiendo ser de seda o cuero, aunque no es lo habitual. En el segundo caso, los materiales son prácticamente los mismos que los de ellas: cuero, látex y vinilo. La escena heterosexual es mucho más permisiva y abierta, en cuanto a los códigos de vestuario, mientras que en los ambientes homo-S/M se suele dar una mayor importancia al mismo.
Existen una serie de señales relacionadas con la vestimenta, generalmente basadas en la situación específica del BDSM en la escena angloestadounidense, y fundamentalmente en la necesidad de saber rápidamente si la otra persona comparte afición o no. Esta situación se debe en gran medida a la imposibilidad de interactuar con normalidad en público, como sucede en la Europa continental, y más exactamente en España, Alemania, Francia, etc. En la escena angloestadounidense sucede frecuentemente que en los locales afamados del mundillo BDSM se reúnen en un fin de semana varios cientos de personas, en su mayor parte absolutamente desconocidas entre sí. Las posibilidades de interacción son muy limitadas: cualquier situación de sexo explícito, especialmente de tipo S/M, y especialmente si en el local se consume alcohol, es un riesgo de tipo penal. Queda por tanto la escenificación, los ropajes atrevidos y los códigos de color en el vestuario.

## El proceso de convergencia social
Existe un doble proceso de convergencia social en el seno del BDSM. Por una parte, aquel que realiza todo el que se acerca a la comunidad BDSM, desde la inexperiencia y el deseo latente, deseando acabar con una y saciar el otro. Y de otra parte, el que realiza la propia comunidad, en su conjunto, hacia el reconocimiento social pleno por parte de la sociedad.

### Evolución social del BDSM
El colectivo BDSM ha recorrido en la última década del siglo XX un complejo camino desde la alegalidad ribeteada de leyes francamente punitivas, hasta el estatus actual de “un poco locos pero no peligrosos”. Puede parecer que ese estado no se corresponde con el esfuerzo realizado por toda la comunidad, pero es un enorme salto cuantitativo y cualitativo. La inclusión de la temática BDSM –y no de forma peyorativa- en el marketing, la publicidad, la cultura social, incluso en el arte y la política, hace que ese proceso de convergencia social vaya superando decenios de incomprensión en espacios de tiempo que se miden actualmente en meses. Como todo grupo cultural con identidad propia, la comunidad BDSM ha desarrollado en las diferentes ciudades de los cinco continentes sistemas de comunicación directa, en forma de clubs, fiestas privadas o públicas, pubs, asociaciones y federaciones, etc. Internet ha supuesto un gran avance para la difusión del conocimiento del BDSM y como medio de relación entre personas a través de foros, canales de chat, grupos, redes sociales, blogs personales, etc.

#### Locales, clubes y eventos

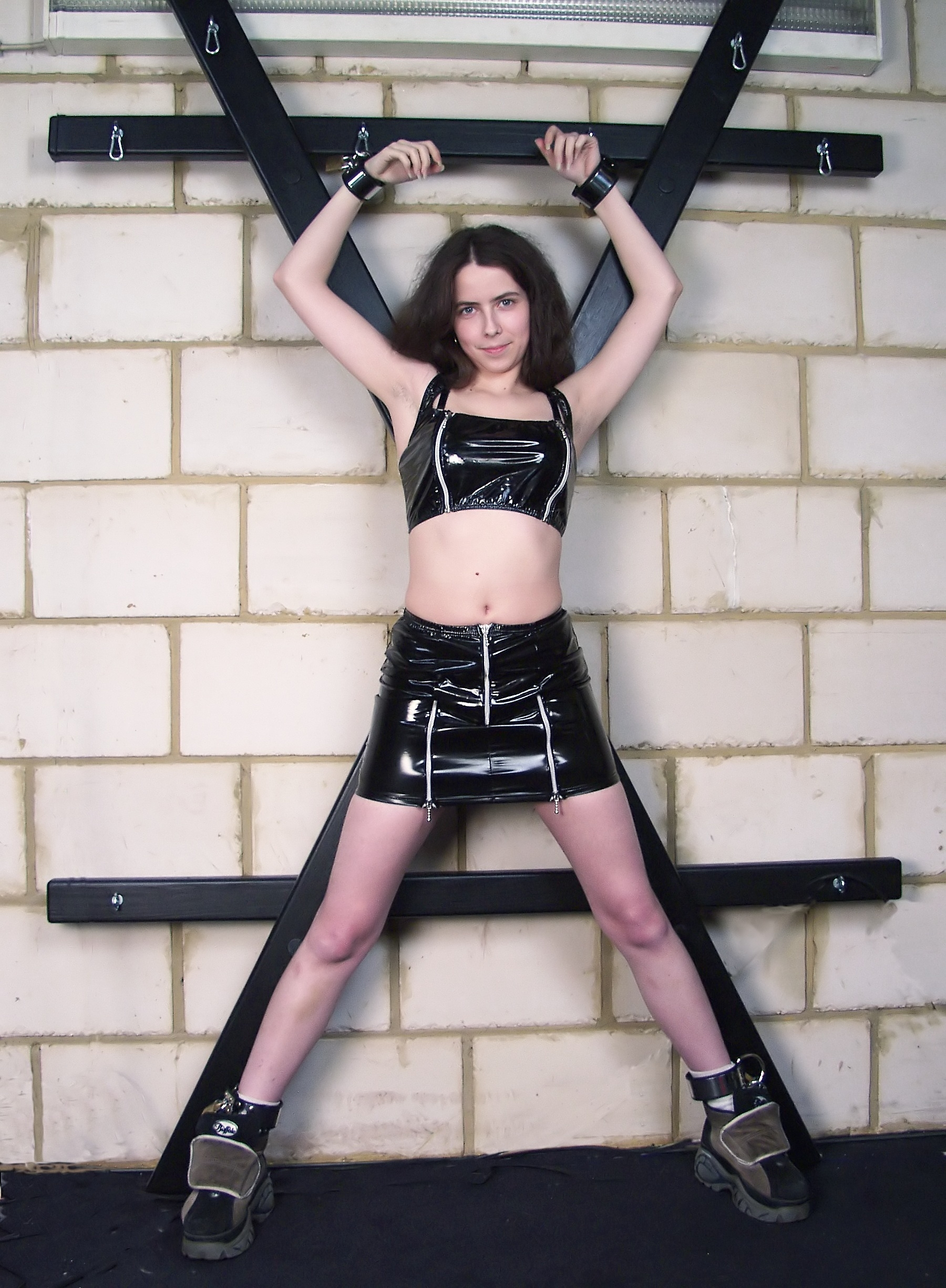
En los clubs BDSM se encuentran elementos auxiliares como esta Cruz de San Andrés.

El núcleo original de los locales BDSM estuvo formado por establecimientos que emergieron desde los años 50 (movimiento del cuero), de ámbito exclusivamente homosexual y masculino. La necesidad de dichos locales se basa en que poseen instalaciones y accesorios que son difíciles de encontrar en el ámbito privado (cruces de San Andrés, potros, etc.) y que al mismo tiempo favorecen la socialización durante el juego, deseada por muchos de los practicantes del BDSM. Esto impulsó también la creación de locales para la comunidad heterosexual en prácticamente todas las grandes ciudades estadounidenses y europeas, la mayoría de tipo mixto (es decir, compartiendo el escenario con otras culturas del sexo no-convencional, como el movimiento swinger). No sucede del mismo modo con la comunidad homosexual, que mantiene gran número de locales destinados de forma exclusiva y excluyente al S/M y a la D/s.
Actualmente, las grandes asociaciones estadounidenses suelen tener sus fiestas temáticas y sus reuniones sectoriales en locales amigos, pero son infrecuentes en la escena heterosexual los locales exclusivos. A veces, esto conduce a errores cómicos, como el del diario español que definió a la más antigua asociación BDSM del mundo, la estadounidense The Eulenspiegel Society, como “una disco de ambiente BDSM”. Esta asociación, con más de 5000 afiliados, no mantiene ni auspicia ningún pub (y menos una discoteca).
Los locales estrictamente BDSM en Europa y Estados Unidos suelen tender a imponer un riguroso código de vestuario y comportamiento escénico para sus visitantes, mientras que en los locales mixtos (salvo fiestas ocasionales) se mantiene una postura más tolerante al respecto. En todo caso, se trata de locales en los que la seguridad y la armonía social suelen estar mejor y más representadas que en el resto de los locales de ocio en la noche urbana: la seña de identidad principal de la comunidad, el consenso, hace que estos establecimientos sean más seguros que una discoteca convencional, por ejemplo, para una mujer que los visite sin compañía y sin conocer la escena (Club Afterly, Preston, Inglaterra). Salvo el dato de que en Japón las actuaciones BDSM públicas, especialmente las de tipo bondage y S/M, son socialmente aceptables, no parecen existir informaciones fiables acerca de la situación de locales BDSM en otros continentes.
En España, la evolución es muy similar: junto a locales míticos y esencialmente S/M de la escena homo, se encuentran docenas de establecimientos del entorno swinger que mantienen una sala de juegos o mazmorra decorada y habilitada con mejor o peor gusto. Algunos realizan eventos fetichistas de forma periódica, en los que suele ser habitual una singular mezcla de identidades y estilos.
En América Latina existen varias comunidades BDSM organizadas, que sostienen asociaciones, locales, eventos, redes sociales e incluso programas de radio de temática BDSM. Entre las redes sociales más extensas se encuentra Mazmorra, renombrada como Mazmo, una red que tiene su sede central en Buenos Aires, que al iniciarse 2022 contabilizaba 116.114 miembros registrados, de todos los países de habla hispana.
El BDSM y las sexualidades kink en Argentina han generado una comunidad considerablemente desarrollada, que se remonta a finales de la década de 1990 en la Ciudad de Buenos Aires, con encuentros organizados por la comunidad leather gay en el cine porno ABC desde 1998 y que sostuvo sitios como la Casona del Sado, inaugurada en 1999. Por otro lado, existía desde antes, un “circuito pago” donde mujeres cis y trans, y hombres, cumplían el rol de “dominantes”. Ya en la primera década del siglo xxi, comienzan a gestarse los primeros lugares virtuales de encuentro (foros, salas de chats, blogs y portales), como la sala de chat #Mazmorra, y luego Aldea Sado (hoy desaparecida), el primer portal BDSM de Argentina. En 2005 apareció Mazmorra, luego renombrada como Mazmo, que se convertiría en el principal ámbito virtual y físico de encuentro BDSM, con foros temáticos de información y debate en Internet, biblioteca de libros eróticos, feed para compartir imágenes privadas, chat, encuentros mensuales con prácticas BDSM denominadas «eventos», reuniones en bares llamados «alters office o simplemente alters», picnics en plazas públicas y programas de radio, en la que participan personas de todos los géneros y orientaciones sexuales. Usuarios de Mazmorra llegaron a forma una banda que tocaba temas «sadomasoquistas» de tono humorístico, llamada Los Cuadraditos de Mazmorra. En 2011 Mazmorra abrió un bar «fetichista» llamado Deviant, que fue clausurado por el Gobierno de la Ciudad de Buenos Aires al año siguiente. En 2012 la comunidad BDSM de Argentina participó organizadamente por primera vez en la Marcha del Orgullo, con un "Camión Sado", y en 2013 formó parte de la 38 Comisión Organizadora de la Marcha del Orgullo. En 2014 Mazmorra organizó la primera Convención Latinoamericana de BDSM. Existen también varios talleres sobre Intercambio erótico de poder-base del BDSM-, ataduras y shibari, así como sobre cuidados y precauciones (tanto en las prácticas como de los abusadores). Desde inicios de la década de 2010, el crecimiento de la comunidad BDSM en Argentina ha sido exponencial. Mazmo pasó de tener 22.000 usuarios en 2012 a tener 116.114 usuarios al iniciarse 2022. Además de Buenos Aires, se han formado núcleos comunitarios en Córdoba y Rosario. En el ámbito artístico de temática BDSM, se destacan la novela Un año sin amor (1998), de Pablo Pérez,  el film homónimo (2005) dirigido por Anahí Berneri y la película Las hijas del fuego (2018), dirigida por Albertina Carri.
En México también existe una comunidad BDSM considerablemente organizada con eventos en bares y organizaciones destinadas a difundir el BDSM o algunas de sus técnicas como el shibari.
En el año 2010 en el Perú, con motivo del 24/7, se organizó la primera reunión de Perú BDSM, comunidad real que en todo este tiempo ha realizado cerca de 50 reuniones en la Casona del jr. Ica, 13 evento munchs, y 4 fiestas temáticas, además de aparecer en medios televisivos, radio, publicaciones e internet, difundiendo y ejerciendo docencia en temas relacionados al BDSM.

#### Organizaciones
Las organizaciones BDSM, tanto heterosexuales como homosexuales y bisexuales, han desarrollado y desarrollan un amplio espectro de actividades: informativas, formativas, defensa legal, promoción de eventos, talleres, investigación, etc. Son especialmente activas y reputadas en Estados Unidos, Inglaterra, Alemania, Suiza, Austria y Escandinavia. En esos países, sus estructuras son profundamente democráticas –pese a la jerarquización de roles en sus prácticas privadas– y con una sobreentendida tolerancia interna y externa, derivada del concepto unificador del consenso. No ocurre lo mismo en el área hispanohablante, donde no suelen existir organizaciones inscritas y registradas como tales, una situación que se extiende también a las zonas latinas y mediterráneas, salvo excepciones (como en el caso particular de México, donde esta práctica se ha venido desarrollando en los últimos años con las mismas características que en los países anglosajones, y donde, además, su mestizaje e idiosincrasias particulares han hecho que su estilo sea muy particular y variado). Sin embargo, en el área hispanohablante, como en otras muchas partes del mundo, Internet ha propiciado la formación de comunidades virtuales y grupos organizados alrededor de foros, canales de chat o redes sociales.

## Empirismo: informes y encuestas
EL BDSM, como cultura de sexualidad alternativa, aflora en amplias capas de la sociedad, algo que se puede constatar en los diferentes estudios sociológicos que se han realizado sobre el tema, desde que en 1977 se publica el primero realizado con técnicas empíricas modernas. En ese mismo año, un informe realizado sobre universitarios estadounidenses llegó al resultado de que un 15 % de los interrogados reconocían fantasías de tipo BDSM, porcentaje que llegaba al 21 % en las estudiantes bisexuales y lésbicas.
En general, y dependiendo de los datos de cada encuesta específica, estos ofrecen un porcentaje de entre el 8 y el 25 % del total de la población euro-estadounidense con un interés claro en las prácticas BDSM.,
En ese sentido, un estudio del Institut für rationale Psychologie realizado en 1999 llegó a la conclusión que entre un 65 y un 70 % de las mujeres encuestadas deseaban ocasionalmente experimentar la sumisión sexual ante sus parejas, mientras que más de un 40 % aceptaban relaciones claramente BDSM (Frankfurter Rundschau del 5 de noviembre de 2002). Una encuesta supranacional desarrollada en más de 40 países, cifró en un 20 % de la población los que habían realizado prácticas de BDSM, desde suaves a severas.
En España, las encuestas realizadas sobre el tema no ofrecen unos ratios fiables, dado el escaso universo sobre el que se realizaron. Aun así, los datos de una de ellas, realizada en 1999, parecen refrendar los obtenidos en otras encuestas europeas: un 23 % de los hombres y un 19 % de las mujeres encuestadas admitía haber realizado algún tipo de práctica BDSM, mientras que un 33 y un 45 %, respectivamente, tenían fantasías BDSM. Entre quienes lo practicaban, un 65 % afirmaban relaciones de tipo dominación - sumisión (D/s), mientras que un 17 % se reconocían como practicantes del sadomasoquismo. En cuanto a los roles, un 32 % de los varones y un 11 % de las mujeres que practicaban BDSM y escogieron un rol en la encuesta se consideraban preferentemente dominantes, mientras que respectivamente un 33 % y un 72 % reconocían tendencias fundamentalmente sumisas. Un 23 % y un 9 %, respectivamente, afirmaban sentirse switch.
Mucho más fiables son los estudios sociológicos realizados entre la propia comunidad BDSM por instituciones y colectivos estadounidenses y europeos. A destacar:
- Spengler, Andreas: Sadomasochisten und ihre Subkulturen, 1977
- Breslow, Evans & Langley, 1985
- Breslow, Evans & Langley, 1986
- Moser & Levitt, 1987
- Wetzstein, 1993
- Levitt, Moser & Jamison, 1994
- Gloria Brame, 1999
- Datenschlag, 2000, 2001

## BDSM y psiquiatría
La psiquiatría tradicional ha considerado que algunas prácticas que integran el BDSM constituyen trastornos mentales, incluyéndolas en el concepto de parafilias, principalmente a través de la noción psiquiátrica de sadismo, masoquismo o sadomasoquismo, aunque a veces también se ve involucrado el fetichismo, como parafilia. La noción psiquiátrica de parafilia, está referida a ciertas prácticas eróticas consideradas diferentes de las normales, asociando genéricamente la normalidad a patrones de sexualidad orientados a la reproducción y el coito, así como ciertos comportamientos tradicionales asignados por el género. El grupo de parafilias abarca muy diferentes comportamientos y fantasías sexuales, desde la pedofilia y la zoofilia al fetichismo, el masoquismo y el sadismo. Se ha cuestionado el concepto de "parafilia", en particular con relación al masoquismo y al sadismo, por distinguir entre relaciones consensuadas y no consensuadas y por recurrir a un criterio de normalidad sexual.
Existen dos textos de salud mental de gran importancia mundial: el DSM y la CIE. El DSM es la sigla para referirse al Manual diagnóstico y estadístico de los trastornos mentales que elabora la Asociación Estadounidense de Psiquiatría (APA). La CIE es la Clasificación internacional de enfermedades que elabora la Organización Mundial de la Salud (OMS).
En 2013 fue publicada la quinta versión del DSM estadounidense, el DSM-5. Esta versión marcó un error con respecto a la versión anterior (DSM-IV): mantiene la noción de "parafilia", pero establece que las parafilias solo se considerarán "desórdenes mentales" (desórdenes parafílicos) si se establecen relaciones no consensuales o con personas que no tienen la edad legal para consentir, o causan estrés personal que no provenga de la desaprobación social. En el DSM-5 el masoquismo, el sadismo y el fetichismo no son más desórdenes mentales si se realizan en relaciones consensuadas y sin que las mismas produzcan sufrimiento emocional a las personas que las practican.
El CIE, en su versión 10.ª (CIE-10) de la OMS, fue publicado 1992 y se preveía una reedición para 2015. Los desórdenes mentales relacionados con la sexualidad están incluidos en el Capítulo V. Allí el "fetichismo" (F65.0) y el "sadomasoquismo" (F65.5) figuran como "trastornos de orientación sexual".

## Legislación
La relación del BDSM con la Ley es compleja, dada la especial naturaleza de estas relaciones. No conviene olvidar que las leyes que regulan la interacción sexual son muy diferentes según país. La legislación holandesa permite las relaciones entre adultos y menores de 16 años, si estas no son forzadas. Pero, además, lo que le presta una especial configuración al BDSM es su premisa de consenso, la voluntariedad que impregna todas sus actividades. Y esa es, a menudo, la piedra de toque en los casos de conflicto legal.

## BDSM y cultura

### Teatro
Aunque sería posible establecer ciertos elementos relacionados con el BDSM en el teatro clásico, no es hasta la aparición del contemporáneo cuando se puede comenzar a hablar con propiedad de una proyección de la temática en el arte escénico. En este sentido, cabe destacar dos obras, una austriaca y otra alemana, en las que el BDSM no solo se ve incorporado, sino que traza la línea argumental de las piezas.
Worauf sich Körper kaprizieren, Austria. Peter Kern dirige y escribe el libreto para esta comedia que se apoya en el filme de Jean Genet, Un chant d'amour, cine de autor de 1950, adaptándolo a la Viena de hoy. Un matrimonio en el que una vieja gloria del cine (Miriam Goldschmidt) somete bajo su sadismo de portería al esposo (Heinrich Herki) y al camarero (Günter Bubbnik), hasta que entran en la densa tela de araña de su gris existencia dos nuevos personajes.
Ach, Hilde (Ay, Hilda ), Alemania. Una obra de teatro de Anna Schwemmer, estrenada en Berlín. La joven Hilde queda embarazada y tras el abandono de su novio, decide hacerse Dómina profesional. Toda la obra contiene una visión lúdica y cuidadamente frívola -con todo propósito por parte de su autora- de la subcultura de la prostitución que imita escenarios BDSM, también llamada dominación profesional.

### Cine
Con el cine, el ser humano alcanza la plenitud de su condición de mirón. El cine, casi no hace falta mencionarlo, forma parte indivisible de la condición humana de inicio de siglo y de milenio.

Al margen de las películas que forman parte de los circuitos de la pornografía comercial, el cine ha tratado desde sus inicios en profundidad las relaciones BDSM; desde 1909 hasta la década del 2000, un periodo este último con abundante muestras: Sade, Quills, La profesora de piano, Beyond Vanilla, Ichi- the Killer, Secretary, Wir leben... SM!, Bettie Page: Dark Angel, Ma Mére, Ecstasy in Berlin 1926, The Magdalene Sisters, Gib's uns a bissle, 24/7:The Passion of Life, Surrender, Bathory, Besuch bei einer Dominam, Futei no kisetsu- I Am an S/M Writer, Shibari, Hostel, Jackass: The Movie, The Isle, Hwal, Sin City, Headspace, Un año sin amor y 50 Sombras de Grey, entre otras.
Naturalmente, existen miles de películas con "acentos" o "toques" de sadomoasoquismo o de BDSM genérico, sin que puedan ser consideradas, en sentido estricto, películas con escenarios de este tipo: El Último tango en París, Emmanuelle, Basic Instinct, Eyes Wide Shut, 8mm, La Naranja Mecánica o Personal Services, por no citar otras muchas, son películas con pinceladas de ese tipo, pero difícilmente pueden entenderse como parte de una filmografía del BDSM. Igual ocurre con toda la obra de Luis Buñuel, todas las conversiones cinematográficas de algunos clásicos españoles, como Ramón Gómez de la Serna, Emilia Pardo Bazán, Ramón María del Valle-Inclan, todas las películas de Federico Fellini, Fassbinder, Stanley Kubrick, Jan Svankmajer, Carlos Saura, Ingmar Bergman, etc. Autores y directores con una marcada tendencia a usar sus obras como reflejo de una postura personal abierta, cuando no claramente propicia, a esa temática. Pero que no pueden considerarse como películas BDSM. Por ello, una película como El graduado, por más que la escena de los pies femeninos observados con adoración desde el quicio de la puerta sea sustantiva de ser considerada como fetichista, no debería citarse como referencia filmográfica de esa subcultura, al contrario que las anteriormente citadas como ejemplo de la proyección cinematográfica del género en la década del 2000. En el artículo principal, BDSM en el Cine, se encuentra ampliamente referenciada dicha filmografía, con un listado detallado de las 100 películas más notables del género.

### Literatura
Al igual que ocurre respecto a la historia del BDSM, conviene recordar que al definir la literatura sobre el BDSM no se puede simplificar y recurrir a un listado de las obras escritas sobre todas y cada una de las partes que lo integran, sadomasoquismo, flagelación, D/s, etc. En primer lugar ese listado sería materia de los artículos sobre cada uno de esos conceptos, y en segundo lugar faltaría el elemento integrador que da sentido al BDSM, el concepto del consenso y la tolerancia activa para con los practicantes de otras variantes. Por lo tanto, y por la propia definición de BDSM, no pueden buscarse ejemplos literarios mucho más atrás de la II Guerra Mundial.
En tópico literario del "amor cortés" de la lírica trovadoresca medieval, (total sumisión del enamorado a la dama), lo que origina un "sufrimiento gozoso" encontramos un claro antecedente del BDSM.
Referentes literarios directos para la subcultura BDSM son las obras literarias del Marqués de Sade o La Venus de las pieles de Sacher Masoch, sin olvidar los contenidos sadomasoquistas de otros grandes clásicos de la literatura erótica como Fanny Hill, Gamiani, de Alfred de Musset o El Jardín de los suplicios, de Octave Mirbeau. Durante el período de entreguerras se editó en París la colección Orties Blanches, exclusivamente centrada en la temática SM y muy especialmente en la flagelación erótica. En España, antes de la Guerra Civil. la temática sadomasoquista también tuvo cierta repercusión.
En la segunda mitad del siglo XX una pieza fundamental es Historia de O, junto a Retorno a Roissy (Pauline Réage),1954, además de 9 semanas y media, de Elizabeth McNeill (1978), Dezemberkind de Leander Sukov' (2003, 2004), algunas obras de la escritora Anne Rice (Exit to Eden, The Claiming of Sleeping Beauty (1983), Beauty's Punishment (1984) y Beauty's Release (1985)), Jeanne de Berg (L'Image, 1956, dedicado a Pauline Réage), la novela Topping from Below de Laura Reese (1999), la novela A los pies de Omphalos, de Henri Raynal, la novela La atadura de Vanessa Duriès. Más recientemente, las novelas de Marthe Blau, Submissión y Entre Sus Manos (2005). Algunas obras de la saga GOR , de John Norman.
Y, naturalmente, todas las obras de Pat Califia, Gloria Brame, del colectivo Samois y muchas del escritor Georges Bataille (Histoire de l'œil-Historia del ojo-, Madame Edwarda, 1937), así como de Bob Flanagan: Slave Sonnets (1986), Fuck Journal (1987), A Taste of Honey (1990). Una importante parte del poemario de Pablo Neruda refleja sentimientos y sensaciones derivadas de las relaciones de intercambio erótico de poder.
En 2011 se publicó la novela Cincuenta sombras de Grey de la escritora E. L. James, primer libro de una trilogía romántica basada en una relación de dominación/sumisión, que se convirtió en uno de los libros más vendidos de todos los tiempos, con especial éxito entre las mujeres, abriendo un amplio debate internacional sobre la importancia de los deseos y fantasías BDSM en la sociedad. Entre otras obras también se destacan novelas como Un año sin amor (1998) de Pablo Pérez, Las edades de Lulú de Almudena Grandes, El amante lesbiano de José Luis Sampedro, La sumisa insumisa de Rosa Peñasco (2008), La mujer de sombra de Luisgé Martín. o  Pisa mi corazón de Elisa Beni. Esta última novela ha sido elogiada por Juan Manuel de Prada.

#### Un nuevo subgénero: el BDSM romántico
El aumento exponencial de la comunidad BDSM en la primera década del siglo XXI ha originado la aparición de un subgénero literario que previamente no existía como tal: el BDSM romántico. Siempre hubo relatos de bondage, sadomasoquistas, etc., al menos de forma constatable desde el siglo XIV, pero este es un género surgido en el siglo XXI. Podríamos definirlo como una especie de novela rosa con sexo duro y explícito, y con personajes, escenarios y lenguaje BDSM. Actualmente muchos autores se dedican a escribir prolíficamente hasta media docena de novelas por autor y año, en algún caso partiendo de experiencia propias como practicantes del BDSM y en otros desembarcando desde géneros literarios ajenos, y siendo más frecuente autoras que autores.
Un ejemplo es el libro Hacia el Edén de la autora Anne Rice, Meet Claire Thompson, autora de Slave Girl, Bird in a Cage, Julie's Submission, Closely Held Secrets, Club De Sade, Turning Tricks, Eros, Slave Gamble, Slave Castle, Face of Submission, Jewel Thief, Confessions of a Submissive, Slaves to love, Tracy in chains, The Toy, The Stalker. Un espacio que también navegan numerosos otros autores angloestadounidenses, como JW McKenna (Office Slave I y II, Kept Woman, Naughty Girl, The Politician's Wife, Lord of Avalon, Sold, Controlled, The Hunted, Trackers, Slave Planet, Darkest Hour, etc.), Bonnie Hamre, Alice Gaines, y otros, creando a menudo series con personajes de ficción BDSM que se repiten a través de sus novelas.

### Arte
Al igual que en el caso de la literatura, una muestra del arte BDSM no debería incluir obras de la protohistoria cultural del sadomasoquismo, la flagelación, el fetichismo, etc, y solo comenzar cuando se perciben los aspectos integradores del BDSM. En ese sentido, son poco relevantes para el presente concepto las figuras de las Venus de Kostienki, Rusia ( 3000 a. C.) o los grabados en la tumba y el sarcófago de la aristócrata egipcia Bastret ( 1376 a. C.).
Por el innegable potencial de fetichismo visual del BDSM, es lógico que la mayor parte de los artistas que han dedicado parte o la totalidad de su obra a esta temática, lo hagan en el campo de:
- la fotografía: Eric Kroll e Irving Klaw (con la primera modelo de bondage, Bettie Page) y el mundialmente famoso fotógrafo japonés Nobuyoshi Araki, cuyas obras se exponen en algunos de los principales museos de arte moderno, galerías y colecciones privadas, como la de la baronesa Marion Lambert, la mayor del mundo en arte fotográfico contemporáneo.
- el dibujo de cómics:[91] Guido Crepax con los cómics Histoire d'O (1975), Justine (1979) y Venere in pelliccia (1984), inspirados en la obra de Pauline Réage, Sade y Leopold von Sacher-Masoch, respectivamente. John Willie y su Adventures of Sweet Gwendoline, que fue en 1984 la base para el film Gwendolyn. Ryuta Amazume escribe y dibuja el manga Nana to Kaoru, publicado por la revista Young Animal, desarrollando en profundidad el subgénero BDSM Romántico.
- el grafismo: Eric Stanton y sus impresionantes trabajos sobre la dominación femenina y el bondage, Hajime Sorayama, Robert Bishop y Dolcett.

### Televisión
La irrupción del BDSM en los canales de televisión se produjo en la primera década del siglo XXI cuando gran número de canales comenzaron a realizar programas monográficos sobre el BDSM o el sadomasoquismo (con mucha más frecuencia centrándose en ese último aspecto) o incorporándolo a los programas tipo docudrama de cada canal generalista. Este ha sido el caso de Alemania, Francia, etc. En España, tanto TVE, como Antena3, Cuatro y Telecinco han realizado, programas de este tipo. Muchos canales han reproducido documentales de larga duración (Besuch bei einer Domina, Alemania, ARD) y casi todos han incluido en su programación películas de temática BDSM (Historia de O, que tan solo hace una década hubieran sido impensables en España).
Así, el afamado programa Documentos TV, de TVE, emitió un documental de 55 minutos de duración sobre la temática. En la web del programa se incluye un texto en el que se cita, entre otros, lo siguiente:

Se muestran auténticas sesiones de BDSM en las que participan los protagonistas del documental. Imágenes crudas y sorprendentes que tratan de manera respetuosa estas relaciones de una minoría que reivindica su sexualidad.

Pese a ello, el documental ofrece exclusivamente una visión parcial de la llamada dominación profesional en Barcelona. Más exactamente, del sadomasoquismo profesional –es decir, contra pago- en dicho ámbito local, incidiendo en la ya habitual confusión entre BDSM –el concepto genérico, el todo englobador- y el sadomasoquismo –tan solo una de sus partes y no la más practicada. Véase también el epígrafe sobre Servicios Profesionales  en este mismo artículo. Sin embargo, según los más recientes estudios sociológicos realizados en Alemania, solo un 18 % de la comunidad BDSM recurrió a servicios de pago por profesionales en los seis meses anteriores a la encuesta.
De este panorama se distingue propiciamente la cadena canadiense Showcase, que emite cada semana una serie tipo docudrama, Kink, enteramente dedicada al BDSM y con un total de 63 capítulos. En su cuarta temporada, ha sido valorada por la crítica como la de mayor calidad erótica en la televisión actual.
Varias conocidas series de televisión como Bones, Castle, CSI, Sherlock, o True Blood, rodaron entonces capítulos dedicados monográficamente a las relaciones sadomasoquistas o (con menor frecuencia) genéricamente BDSM.

### Videojuegos
En la misión "Sexual Deviants" del juego de Rockstar Manhunt 2 el personaje ingresa a una discoteca, en donde los enemigos poseen la estética BDSM, posteriormente se adentra en los sótanos, y se evidencian fuertes escenas de tortura infringidas por sujetos con máscaras de cuero, siendo algunas zoomorfas.
El controvertido Thrill Kill para PS1 cuya trama abarca almas que luchan en el infierno, incluye los siguientes personajes ligados al BDSM:
- Belladonna fue engañada por su esposo en vida, así que se convierte en una Dominatrix y combate con el traje respectivo.
- Tormentor fue un juez que torturaba y asesinaba sindicados, los cuales él mismo absolvía con el fin de aprehenderlos y dominarlos él solo, viste una máscara junto a un delantal de cuero y ataca con una cadena, representando el sadismo.
- The Gimp es un ser completamente masoquista, demostrado por su vestimenta que lo cubre completamente y un tapón en su boca, este ser recibe cualquier cantidad de golpes en el modo de entrenamiento (no es jugable).

## Día Internacional del BDSM
En el 24 de julio se celebra el Día Internacional del BDSM como día de apoyo a la comunidad BDSM y a la libertad sexual (es un guiño a la práctica del BDSM las 24 horas de los 7 días de la semana o 24/7). Fue fundado en 2003 por el suizo amante del BDSM, Kurt Walter Fisher, dueño del Club Rosas Cinco en Barcelona.

## Diccionario temático
Como toda cultura estructurada, el BDSM tiene un lenguaje propio, un argot, entrelazado de palabras que se usan de forma casi exclusiva en dicha comunidad (24/7), palabras de extracción general pero de significativa importancia en ella (dominante) y palabras con un sentido completamente diferente en el seno del BDSM respecto al resto de la sociedad (vainilla).
Por el contrario, muchas de las palabras que figuran en una buena parte de los breviarios sobre el BDSM, impresos o publicados en internet pertenecen en realidad a un vocabulario más extendido, que podría definirse como vocabulario sexológico (fisting, lluvia dorada, cunnilingus, etc.).